# Cena di Natale

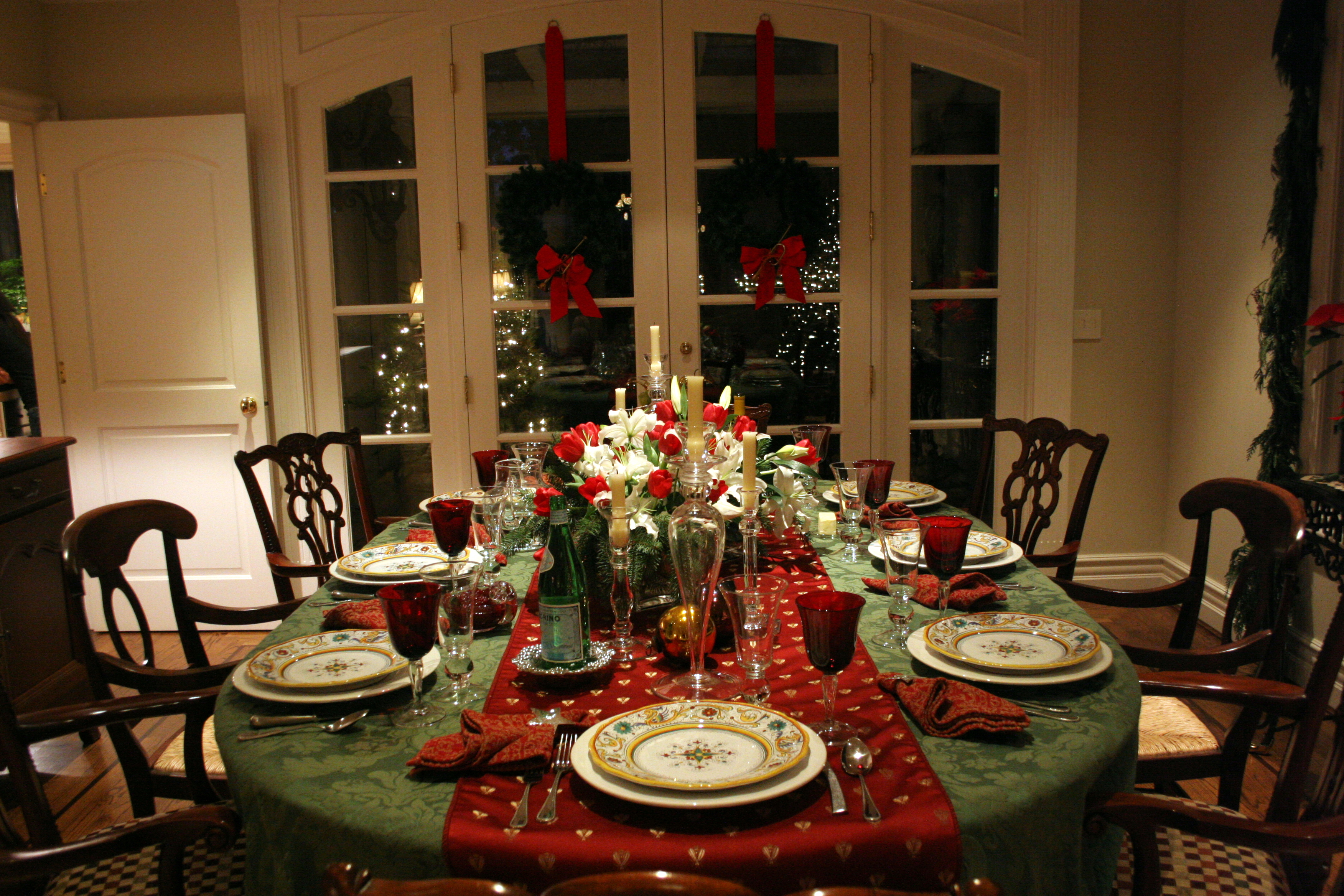
Allestimento di una cena di Natale.

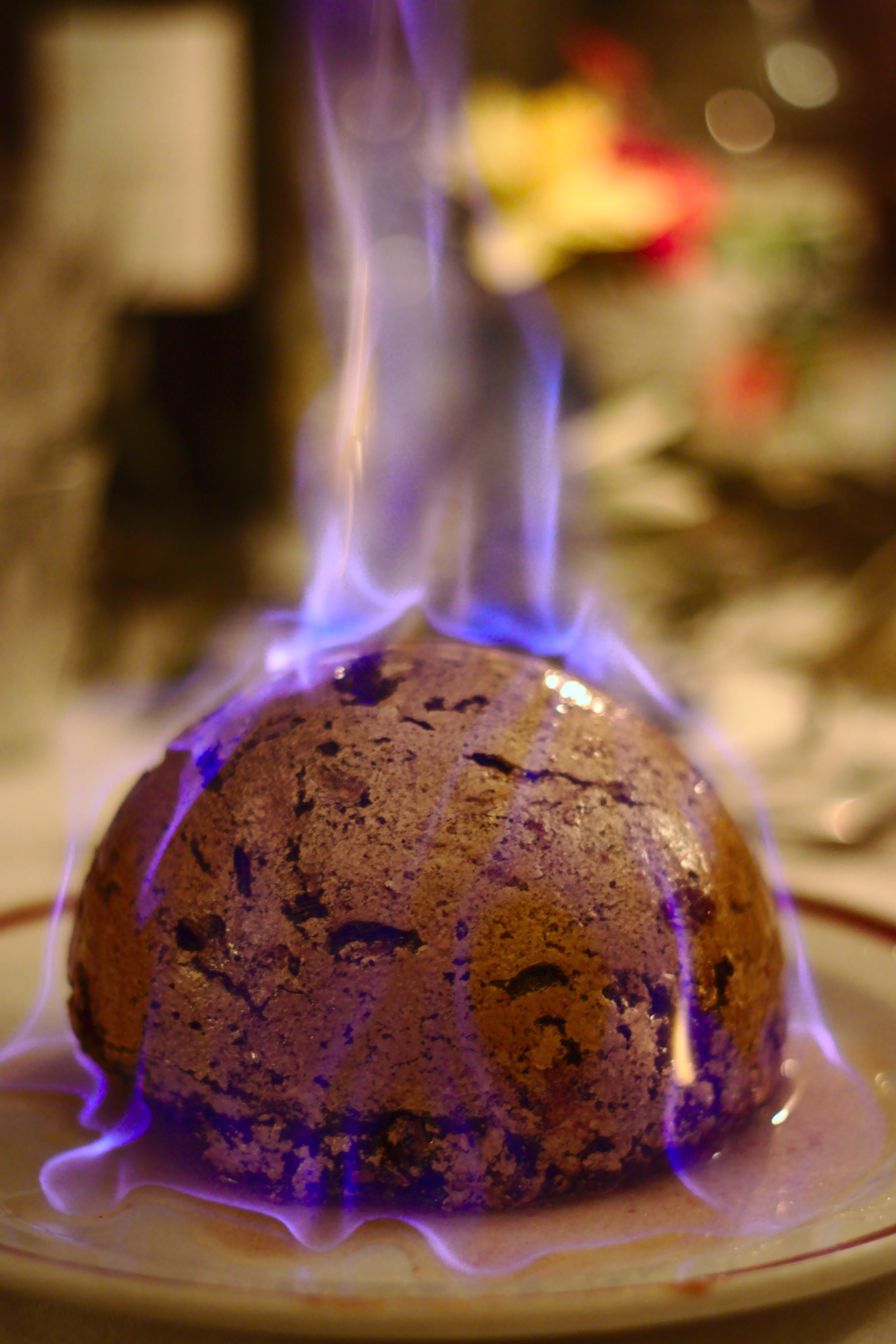
Molte tradizioni preferiscono il dessert dopo il piatto principale. Qui, un pudding natalizio viene dato alle fiamme dopo che vi è stato versato sopra il brandy.

La cena di Natale, detta anche Cenone, è un pasto o banchetto che viene tradizionalmente consumato in qualsiasi momento tra la sera della vigilia e il giorno di Natale, spesso visto come l'evento principale della giornata, poiché di solito riunisce l'intera famiglia. Una sua variante è il pranzo di Natale, che viene consumato nel pomeriggio di Natale. 
Questi pasti sono spesso straordinariamente abbondanti, nella tradizione della festa cristiana, e costituiscono una parte significativa degli incontri organizzati per celebrare l'arrivo del tempo di Natale. La cena di Natale viene spesso servita su una tavola addobbata a festa con candele, luci, decorazioni e tovaglioli natalizi. Anche la sala dove viene servita la cena è spesso addobbata. 
Al dì là del cibo, ci sono alcune cose che distinguono la cena di Natale dalle altre cene festive, come l'uso di posate di qualità, il consumo di biscotti natalizi e il sorseggio di vino bianco. In molte situazioni, c'è un elemento cerimoniale associato alle celebrazioni religiose, come le preghiere di grazia.
Il pasto effettivamente consumato varia in diverse parti del mondo con piatti regionali e tradizioni locali. In molte parti del mondo, soprattutto nelle ex colonie britanniche, il pasto condivide qualche legame con la tradizionale cena natalizia britannica con piatti tipici a base di carne arrosto e budino. Nei paesi senza una lunga tradizione cristiana, il pasto di Natale può essere maggiormente influenzato dalla cultura popolare.

## Americhe

### Argentina
In Argentina si mangiano generalmente piatti freddi e diversificati. Il panettone viene solitamente servito alla fine dei pasti natalizi insieme a un bicchiere di sidro.
In genere, essendo estivo, si prediligono piatti freddi come involtini di manzo o di pollo o salumi tedeschi, insalata russa, vitello tonnato, a volte pollo o il tradizionale arrosto (asado) che varia a seconda della zona del paese. Ad esempio, nella zona della Patagonia si mangia l'agnello, a Mendoza il chivito e nella zona di Buenos Aires il manzo o "lechón". Si accompagna sempre la tavola con "lengua a la vinagreta" come antipasto e panini con vari ripieni. Il dessert comprende macedonia di frutta e gelato. E pur essendo in un clima caldo, si segue l'usanza di mangiare torrone, pane dolce o conserve. Il brindisi è sempre fatto con il sidro e poi, dopo il brindisi, si consumano per lo più bevande come birra, spumante e vino.

### Bolivia
In Bolivia c'è l'usanza di servire alla vigilia di Natale dopo il brindisi un piatto chiamato picana, che consiste in un brodo di maiale, agnello o manzo in cui si possono aggiungere alcuni pezzi di pollo, carota, mais, cipolle, patate ecc. Il Natale si accompagna anche con cioccolata calda e panettone, oltre che con il Christmas pudding. È molto comune consumare carne di pollo o di tacchino al forno, generalmente farcita con formaggio e salsicce e/o bagnata con qualche salsa.

### Brasile
In Brasile, il pasto di Natale è una vera festa, servito la sera del 24 dicembre, che offre grandi quantità di cibo, come un'ampia varietà di piatti che includono tacchino arrosto, verdure fresche, frutta golosa e noci del Brasile. Ad accompagnarli ci sono ciotole di riso colorato e vassoi ripieni di prosciutto e insalata fresca (a volte viene servita anche insalata di patate fredde). Inoltre, alcune parti del Brasile presentano carne di maiale o pollo arrosto. Vino rosso, vino bianco e sidro di mele sono bevande alcoliche comuni. Altri articoli natalizi includono una varietà di dolci come la crostata al limone, la torta di noci, la torta al cioccolato e anche il panettone.

### Canada

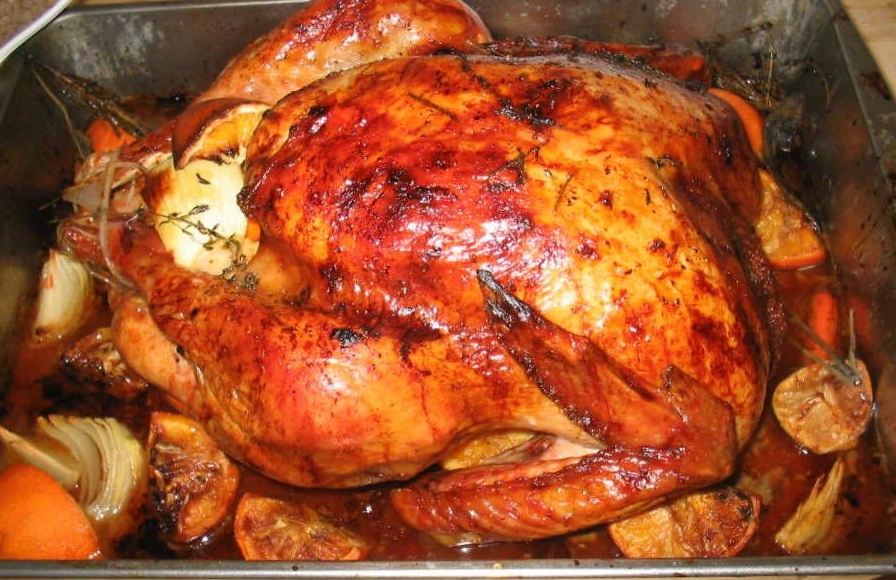
L'arrosto della domenica, spesso incentrato sul tacchino al forno, è comunemente consumato nei paesi di lingua inglese.

Nel Canada di lingua inglese, la cena di Natale è simile a quella della Gran Bretagna. Tradizionalmente include il tacchino con ripieno, purè di patate, sugo, salsa di mirtilli e verdure. Vengono serviti anche altri tipi di pollame, roast beef o prosciutto. Torta di zucca o di mele, budino all'uvetta, budino di Natale o torta alla frutta sono gli ingredienti base per il dessert. Anche lo zabaione, una crema a base di latte spesso infusa con alcol, è popolare durante le festività natalizie. Altri articoli natalizi includono biscotti natalizi, crostate al burro, tourtière e shortbread, che vengono tradizionalmente cotti prima delle vacanze e serviti agli amici in visita alle feste di Natale e Capodanno.
Nel Canada francofono, le tradizioni potrebbero essere più simili a quelle della Francia (vedi Réveillon). Anche altre comunità etniche possono continuare a usare tradizioni del vecchio mondo.

### Cile

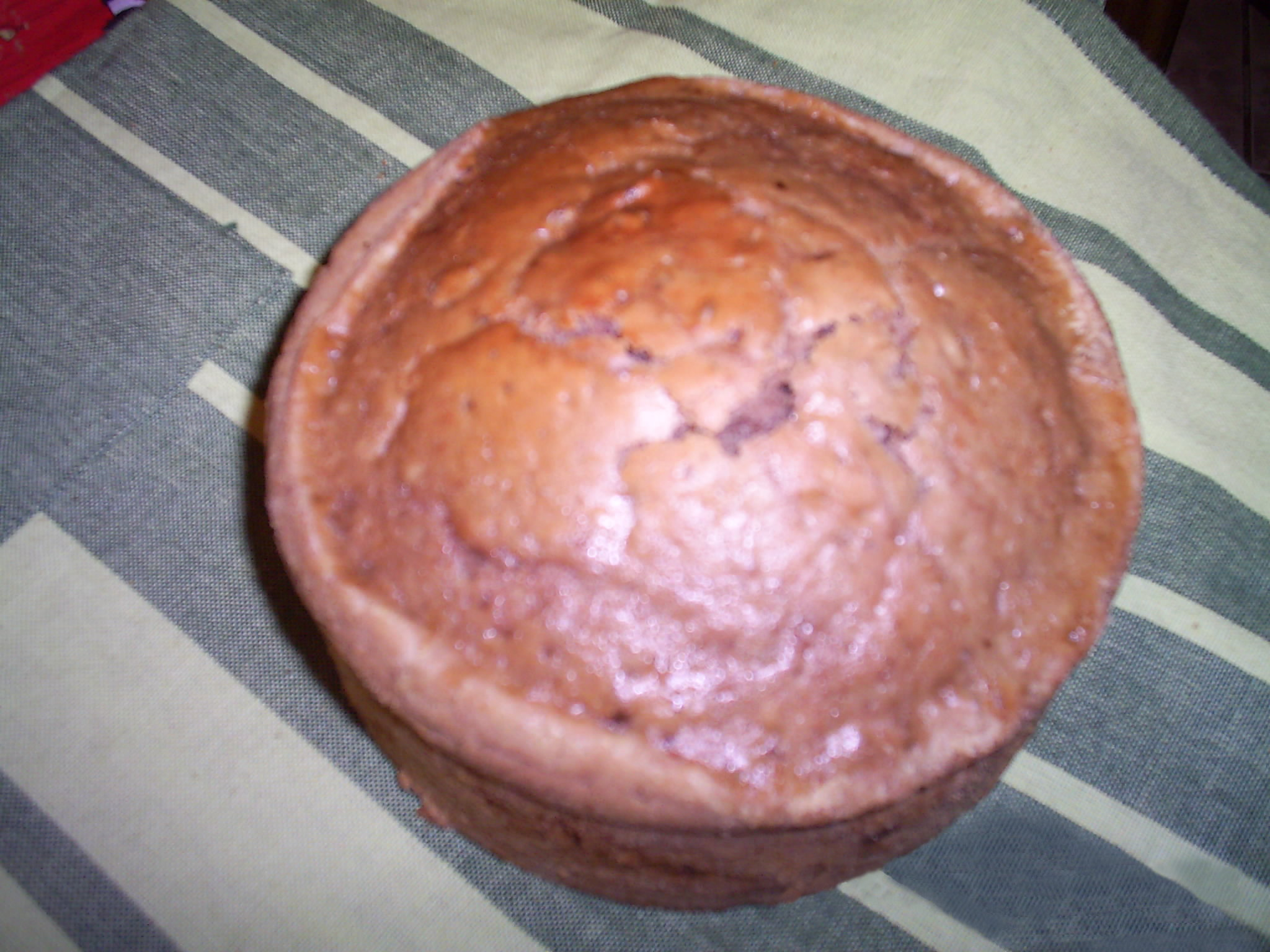
Un Pan de Pascua.

In Cile, il pranzo di Natale è fortemente influenzato dalle usanze francesi e tedesche, poiché di solito viene servito qualche tipo di carne arrosto o tacchino ripieno, accompagnato da patate duchesse, patate arrosto o insalata russa, e gelato per dessert (a causa del tempo). Si tende a consumare anche altri piatti tipici come il Pan de Pascua, una torta simile a un pan di Spagna con chiodi di garofano, pezzetti di frutta candita, uvetta, noci e mandorle; Ponche a la romana, una bevanda simile allo zabaione ma fatta con champagne e gelato all'ananas; e Cola de mono, un cocktail cileno a base di latte, zucchero, caffè, chiodi di garofano, cannella e brandy, che si beve anche a Capodanno.

### Colombia

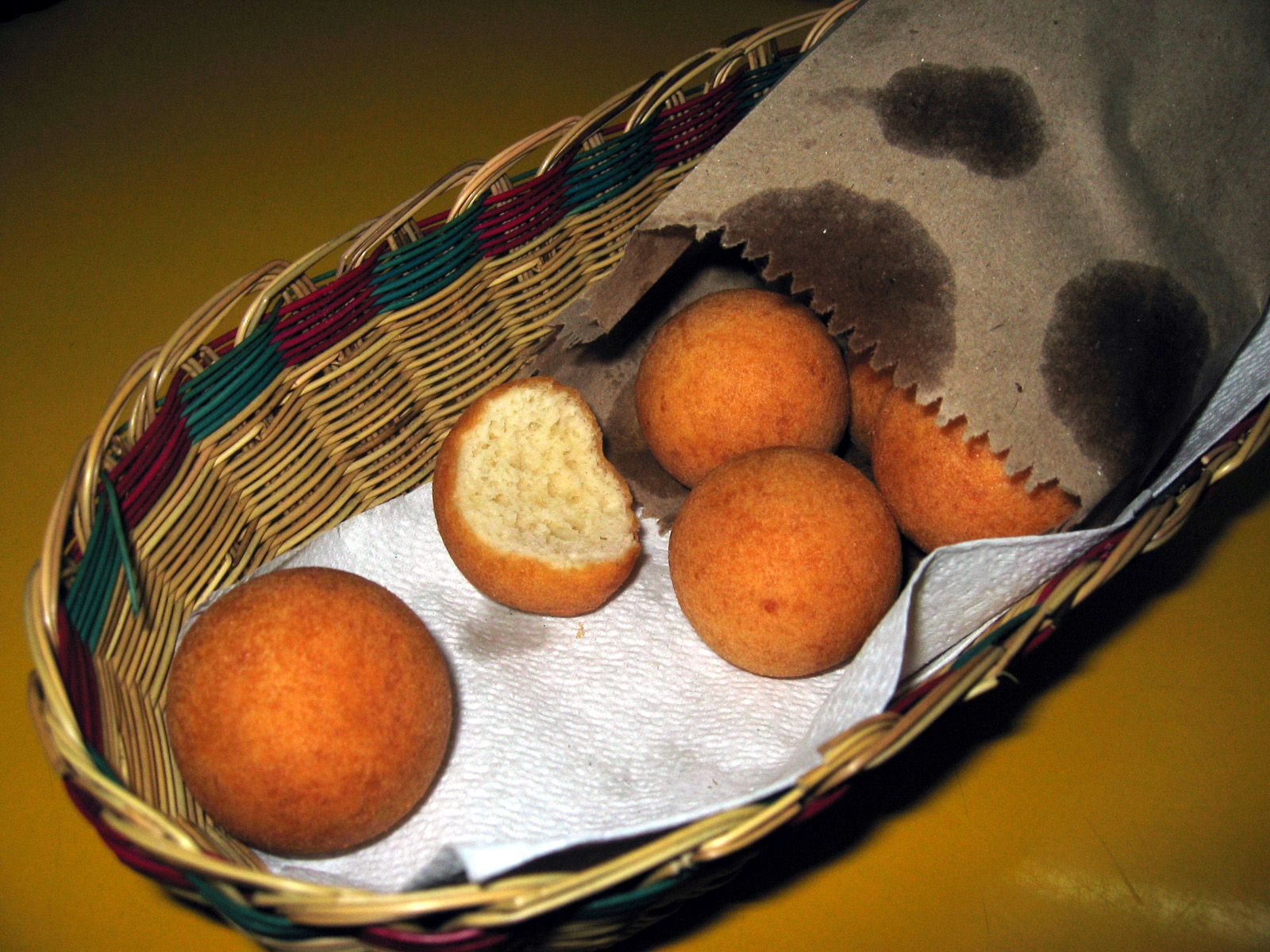
I buñuelos sono frittelle fatte con un impasto, che vengono arrotolate in palline e poi fritte fino alla doratura.

In Colombia, il pasto principale di Natale viene consumato la sera della vigilia di Natale. Si chiama "Cena de Navidad"; di solito, la famiglia si riunisce per il pasto, anche se è già stata in altri posti con gli amici. In generale, le persone fanno uno sforzo per avere cibo in abbondanza quella sera. I piatti tipici per l'occasione sono tacchino ripieno (soprattutto nella regione caraibica), ajiaco, lechona (maiale ripieno e al forno), coscia di maiale, tacchino arrosto, tamales, bandeja paisa, sudado de pollo, empanadas (in spagnolo) o arepas della regione di Boyacense. Nei tempi moderni i bambini chiedono spesso pizza, lasagne, hot dog o cibi simili per la vigilia di Natale. Da bere ci sono bibite zuccherate di tutte le marche, vini bianchi, rossi o frizzanti, birra, brandy e non può mancare la singolare chicha (bevanda alcolica a base di mais fermentato) e vari succhi di frutta. La riunione può durare dalle 22:00 alle 4:00 e talvolta si estende per tutta la notte fino al mattino, quando le persone cucinano l'asado. Come dolci ci sono le frittelle buñuelos, la crema pasticcera, biscotti, dolci fatti in casa e frutta, in particolare uva (di solito è accompagnata da noci, olive, uvetta e capperi), anche se a causa dell'influenza internazionale delle festività possono mangiare alcuni piatti stranieri.

### Costa Rica
La gastronomia natalizia in Costa Rica ha varie influenze.
Il piatto principale è costituito dai tamales, che vengono consumati in tutto il paese, quasi tutte le famiglie costaricane, e la loro preparazione non differisce molto da quella del resto dell'America Latina. I tamales sono impasti imbottiti a base di mais, avvolti in foglie di banana e ripieni di carne di maiale o pollo, riso e altri condimenti. Di solito i tamales vengono accompagnati con una tazza di caffè o zucchero di canna e conditi con salsa Lizano.
Tradizionale è anche il consumo della Christmas cake, un budino dolce o torta a base di farina, zucchero di canna, latte, burro e uova, che viene farcito con frutta tritata, noci, mandorle, prugne, rum e cognac. È comune accompagnarla bevendo il rompope, che è un liquore a base di uova, vaniglia, cannella, latte e zucchero, che di solito contiene alcol. Molti consumano anche il panettone, il roscón de Reyes, il tronchetto di Natale, i biscotti natalizi, i biscotti di mais al formaggio, il pane dolce, il flan al caramello, il dulce de leche o mele, pere e uva.
La vigilia di Natale e la vigilia di Capodanno, durante il tipico pranzo in famiglia, una coscia di maiale viene solitamente consumata con una salsa agrodolce, sebbene possono essere serviti anche spezzatino, prosciutto, lombo, costolette, pollo o tacchino. Da abbinare ci sono il riso in bianco, insalate verdi, russe o di patate e purè di patate, mele o patate dolci. Si bevono vini, sidri, birre e altre bevande.

### Cuba
I piatti natalizi per la cena della vigilia sono solitamente maialino da latte accompagnato da insalate, manioca con mojo, tanto aglio, fricassea di pollo, congri e banane. Immancabili vino, sidro, dolci e torrone.

### Ecuador
A mezzanotte del 24 dicembre, la cena tradizionale è tacchino o pollo ripieno con salse a base di prugne, insalate e qualche tipo di riso con formaggio e mais e, naturalmente, vino e panettone per dessert. Inoltre, vi si aggiungono riso giallo o verde. Alla vigilia di Capodanno vengono preparate le cene o il tacchino viene riscaldato. Infine, nel giorno dei Re Magi, si mangia la tradizionale Rosca de Reyes.

### El Salvador
In El Salvador è consuetudine assaporare con tutta la famiglia un buon tacchino al forno con salsa criolla tipica della cucina salvadoregna. Ci sono anche i tamales di pollo e mais. Per dessert prosciutto glassato con ananas e torta di Natale, che è un pane dolce con semi e frutta secca e un tocco di rum.

### Guatemala

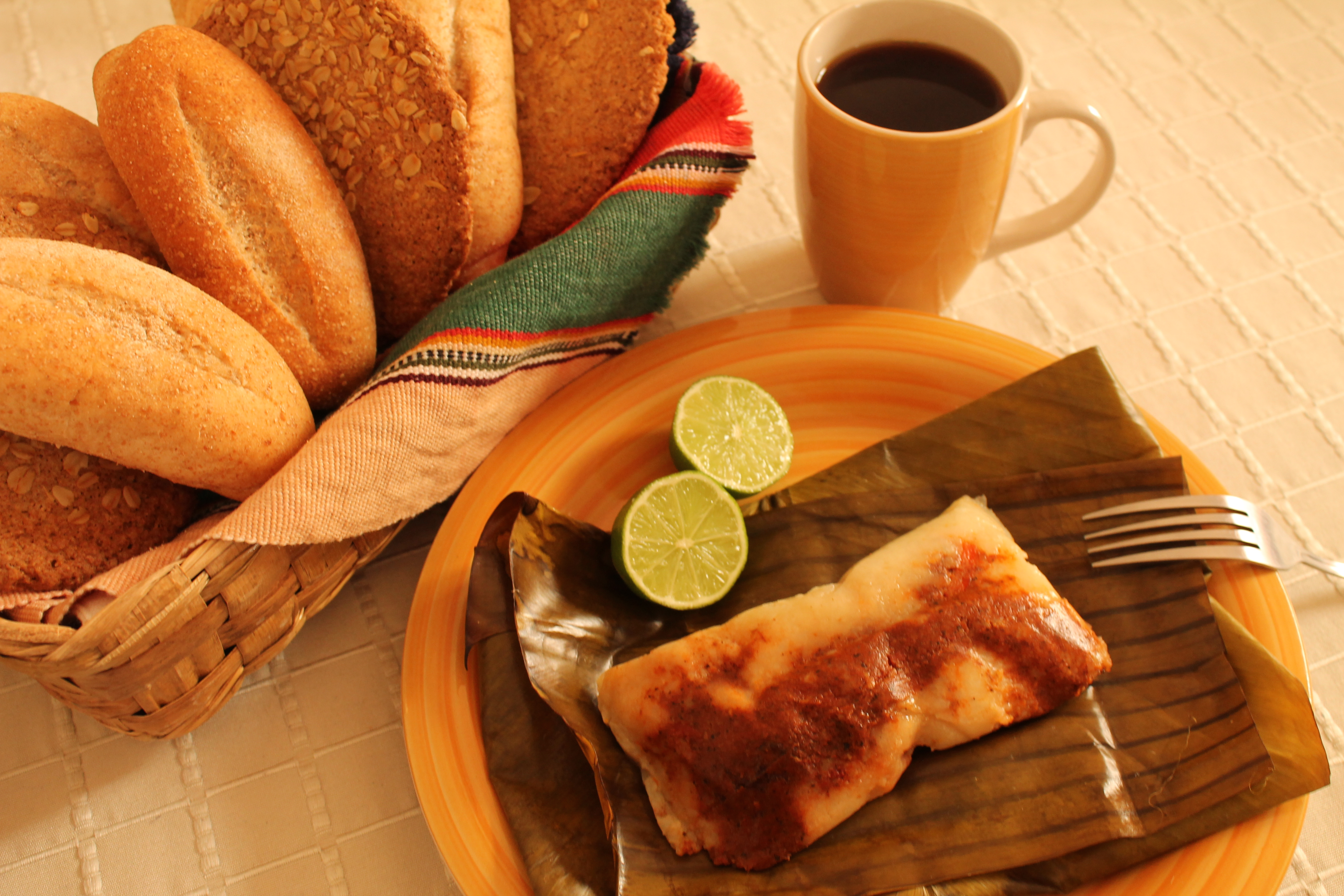
Tamales di riso guatemalteco, tipico dei pasti natalizi.

In Guatemala, è consuetudine cenare con la famiglia a mezzanotte. I piatti abituali sono il tacchino ripieno o il maiale al forno, che di solito vengono accompagnati con purè di patate, insalata di carote con uvetta e una salsa a base di coda di manzo. Si preparano anche tamales rossi o neri, che sono fatti di pollo o maiale e talvolta tacchino, la cui variazione sta nel ripieno che può avere uvetta, prugne e olive. La cena è solitamente accompagnata dal punch alla frutta, una bevanda calda a base di mela, ananas, papaya, prugna, uvetta, cannella e in alcuni casi banana, cocco e rum. Allo stesso modo, tra le famiglie, di solito vengono regalati panettone o cupcakes.

### Honduras
In Honduras, è tradizione cenare intorno alla mezzanotte del 24 dicembre, come in diversi paesi centroamericani, consistente qui nella condivisione di piatti di tendenza anglo-indigena. Il pasto consiste in tacchino o pollo ripieno al forno, coscia di maiale al forno, preparazione di patate e pane, e tamales. I tamales sono a base di mais e farciti con maiale o pollo, pezzi di patate e carote, ceci e olive verdi intere. Sono avvolti in foglie di banana e cotti al vapore. La coscia di maiale può essere fresca o affumicata e di solito viene arrostita. La pelle del maiale viene lasciata durante la tostatura dando luogo a una prelibatezza nota come "Chicharrón". La ricetta tradizionale per condire la coscia di maiale di Natale è stata spesso tramandata in una determinata famiglia da generazioni. Il rompope, a base di alcol, latte e uova, viene servito come bevanda. Per dessert ci sono le torrejas, fatte con pane al tuorlo d'uovo, fritto nell'olio e poi versato in uno sciroppo di zucchero.

### Messico
In Messico la tradizionale cena di Natale è un evento condiviso celebrato la vigilia di Natale, o Nochebuena. Con un luogo impostato da una famiglia, l'ospite di solito contribuisce con la maggior parte delle decorazioni, del cibo e delle stoviglie; gli ospiti sono tenuti a contribuire con un contorno, un dessert o bevande alcoliche. I cibi tradizionali differiscono in base alla regione, ma includono tamales, atole, Pozol, birria, menudo. I piatti che di solito vengono preparati solo durante il periodo natalizio sono romeritos, bacalao e tacchino ripieno. La preparazione del tamale varia da regione a regione. È normale che i ripieni di tamale includano manzo o maiale con salsa rossa, pollo con salsa di peperoncino verde o formaggio con rajas jalapeño o strisce all'interno di una masa di mais o riso e cotti al vapore all'interno di bucce di mais o foglie di banana. Sono comuni i tamales dolci ripieni di ananas, uvetta, fragole o mais. Dolci come il flan, una crema pasticcera simile a una brulé con zucchero caramellato, buñuelos, frutta e gelatina al latte o al liquore o champurrado. Bevande come canela (tè addolcito con piloncillo), rompope e ponche sono anche le preferite comuni.
In alcune zone vengono serviti piatti più americanizzati come prosciutto glassato al brandy, pollo, tacchino o talvolta anatra. Il ripieno è raro; i parenti in visita l'hanno importato in alcune famiglie, ma non si è fatto strada nella cucina popolare. Spesso vengono servite anche grigliate miste, in umido con salse o verdure crude come carote, patate, spinaci, cactus, cipolle, zucca chayote e ravanelli. La salsa è sempre servita come guarnizione e accompagnata da queso fresco, tortillas e fagioli fritti, se non "sopa de arroz", piuttosto riso cotto con pomodoro e spezie. Il pesce Bacalao è comune nelle zone costiere e gamberetti o zuppa di pesce.

### Nicaragua
Il piatto tipico è l'arroz a la valenciana (la versione latina della paella spagnola), gallina de patio e nacatamal (un tamale a base di farina di mais, pollo o maiale). Viene servito pane fatto in casa appena sfornato. Come dessert biscotti e punch, che è una bevanda a base di rum, con uovo sbattutto.

### Panama
La tradizione prevede di cenare verso mezzanotte con tacchino, prosciutto, tamales, insalata di patate, involtini di frittata e frutta. Sulla tavola panamense non mancano caramelle alla frutta e punch al rum, così come riso con piselli piccanti per accompagnare prosciutto e tacchino.

### Paraguay
Durante la vigilia di Natale, le famiglie condividono a tavola alimenti e bevande tipici, come la sopa paraguaya, la chipa guasu (a base di mais) e il rinfrescante clericó fatto con frutta di stagione, vino rosso, ghiaccio e un po' di zucchero in cima.

### Perù

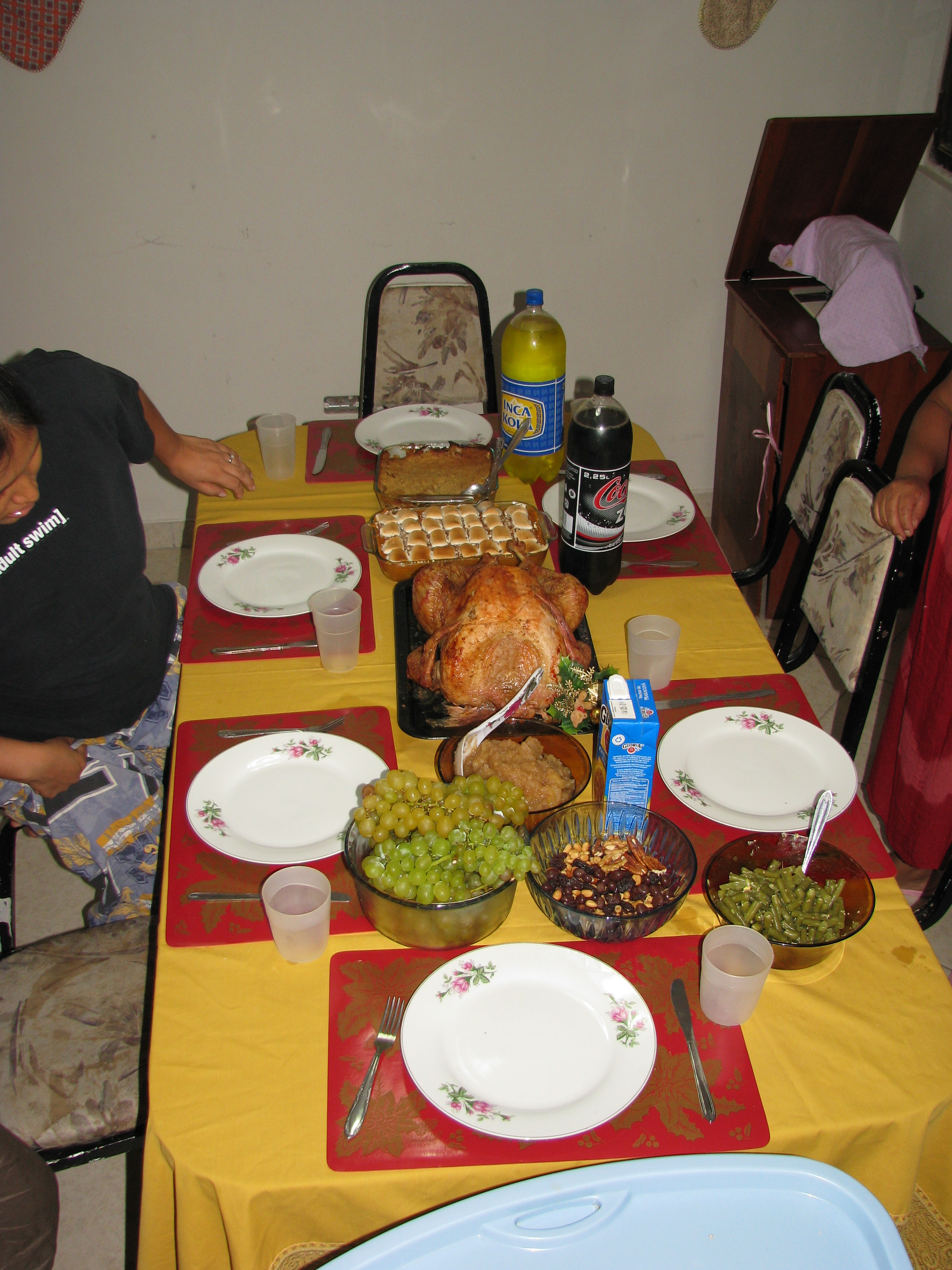
Cena di Natale in Perù.

Durante la vigilia di Natale (Nochebuena), la famiglia si unisce per una cena a base di tacchino arrosto e riso bianco condito con aglio. Spesso vengono servite anche patate arrosto e purea di mele zuccherata cruda. Altre opzioni sono pollo alla griglia, maialino cilindrico, ariete o manzo alla griglia. Nelle case in cui l'economia non consente di pagare il tacchino, questo viene solitamente scambiato con pollo al forno o alla griglia, o anche pesce. Il dolce principale è il panettone, che di solito è accompagnato da una tazza di cioccolata calda densa. I dessert meno comuni includono uno speciale marzapane a base di noci del Brasile (a causa della scarsità e del costo delle mandorle in Perù) e ciotole assortite con uvetta e arachidi. A mezzanotte si brinda e si scambiano auguri e abbracci. Una persona designata corre a mettere Bambino Gesù nel presepe. Quindi, i membri della famiglia prendono posto nella sala da pranzo mentre cantano i canti natalizi.
È anche consuetudine organizzare la distribuzione della cioccolata natalizia (Chocolatada) alla vigilia di Natale, sia per beneficenza che per riunire in modo piacevole tutta la famiglia, i vicini o gli amici.

### Porto Rico
Alcuni dei piatti natalizi più famosi sono arroz con gandules (simile alla paella), maiale arrosto, sanguinaccio, coquito, dolci tipici portoricani e rum, che danno sapore portoricano al cibo natalizio. I pasticcini sono ripieni di carne di maiale in umido con patate e peperoni e avvolti in foglie di banana per la cottura. Il coquito è un cocktail essenziale durante il Natale locale, ed è fatto con latte di cocco, zucchero, vaniglia e talvolta anche di rum bianco o rum cañita. Nella moderna cucina portoricana è stata mantenuta anche la tradizione dei dolci a base di cocco, come l'arroz con dulce, il tembleque e il majarete.

### Repubblica Dominicana
Il Natale è una delle feste più celebrate nel paese. Il 24 e il 31 dicembre, la famiglia e gli amici si riuniscono.
Ci sono due correnti principali di famiglie dominicane, quelle che fanno due grandi cene simili la vigilia di Natale e Capodanno e quelle che fanno un grande cenone la vigilia di Natale e Capodanno fanno qualcosa di diverso. Si ricorda che i dominicani di solito organizzano diverse cene durante dicembre, in occasione delle feste natalizie al lavoro, a scuola, nei club e nelle riunioni natalizie di gruppi di amici, in cui la gastronomia è solitamente simile a quella della vigilia di Natale e Capodanno.
I piatti principali dei pasti natalizi dominicani sono arrosto di maiale, riso natalizio (fatto con riso, pancetta, mandorle, uvetta, peperone e altri ingredienti), moro de guandules (a base di riso e piselli piccanti), insalata russa (molto utilizzata anche a Pasqua), insalata di pasta, pasteles en hoja (molto simile al tamale, ma ripieno di carne macinata e composto da yautia, auyama, igname e altri tuberi), pane telera, catibías (conosciute come empanadas), lasagna al forno (piatto italiano molto apprezzato nel paese) e lerén. I dolci sono torta alla frutta, torrone e caramelle gommose. La frutta è costituita da uva, mele, pere, noci, mandorle e cocco. Mentre le bevande sono punch, cedro, Venni, Moscatello e rum.

### Stati Uniti d'America
Le tradizioni natalizie negli Stati Uniti hanno origini eclettiche, con predominanza del Regno Unito nella maggior parte degli stati. Tuttavia, vengono celebrate anche molte altre tradizioni, a causa di molti anni di influenza dall'Europa così come l'influenza più recente da regioni dell'America Latina come i Caraibi. Pertanto, il substrato del pasto è solitamente di origine britannica: ortaggi a radice arrosto come contorno, purè di patate, salsa e il fulcro è un pollo arrosto ripieno (fagiano, oca, anatra o tacchino) o un costoso arrosto di manzo o filetto alla Wellington. Nel Sud, un'area che ha un'altissima concentrazione di persone di origine britannica dei secoli passati, il Natale è il periodo dell'anno in cui vengono servite molte varianti di prosciutto di campagna o prosciutto di Natale. Biscotti di molti tipi sono presenti in America da secoli e spesso sono omini di pan di zenzero, snickerdoodles o biscotti di zucchero cotti per tutto dicembre e modellati in molte forme e figure.
Alcol e cocktail (alcolici e analcolici) di tutti i tipi sono elementi base, e il consumo di alcolici è più forte tra gli adulti.  Ai giovani di solito vengono servite bevande analcoliche o una versione analcolica di ciò che bevono i genitori, bevande come il cocktail Shirley Temple. Altre bevande sono Planter's Punch, bourbon del Kentucky (i cocktail che se ne possono ricavare), vini di molte annate diverse, Prosecco dall'Italia, sidro duro del New England e della California, wassail, rum portoricano o giamaicano, champagne e altri vini bianchi frizzanti nazionali. Tra i cocktail individuali si trovano la versione alcolica dello zabaione e il coquito portoricano, quest'ultimo un cocktail composto da grandi quantità di latte di cocco e rum.
In Florida e in altre regioni dell'America Latina nei Caraibi, comprese città della costa orientale degli Stati Uniti, l'ascendenza spagnola ha una notevole influenza sul modo in cui viene celebrato il Natale. Il Lechon, un maialino allo spiedo, è il cardine del pasto.
Ulteriori pasti regionali offrono diversità. La Virginia ha ostriche, torta di prosciutto e soffici biscotti, un cenno ai suoi fondatori inglesi del XVII secolo. L'Upper Midwest comprende piatti di provenienza prevalentemente scandinava come il lutefisk e il purè di rapa. Negli Stati Uniti meridionali, il riso viene spesso servito al posto delle patate, e sulla costa del Golfo, gamberetti e altri frutti di mare sono i soliti antipasti. In alcune zone rurali, la selvaggina piace, e alci o quaglie possono abbellire la tavola, spesso preparate con antiche ricette: alimenti simili probabilmente abbellivano le tavole dei primi coloni americani durante i loro primi Natali.
Un pasto italo-americano per la vigilia di Natale può essere la Festa dei Sette Pesci, panettone e struffoli sono i dolci preferiti in questi casi.
È una tradizione comune a molti ebrei americani mangiare cibo cinese-americano a Natale perché questi erano spesso gli unici stabilimenti aperti durante le vacanze in molte città.

### Uruguay
In Uruguay la cena di Natale viene servita la vigilia di Natale. La festa viene celebrata con una grande festa di famiglia. Si prepara generalmente asado, pollo, maialino e talvolta agnello, insieme a insalate, come l'insalata russa. Solitamente vengono servite le picada, che consistono in cubetti di salume, salame, prosciutto e formaggio, empanadas, patatine fritte, chorizo e tonno.
Come dessert si mangiano panettone e torrone, introdotti nella cucina uruguaiana da immigrati spagnoli e italiani nel XIX e XX secolo. A mezzanotte si brinda con champagne o sidro. Allo stesso modo, bevono medio y medio, una bevanda alcolica creata a Montevideo alla fine del XIX secolo.

### Venezuela

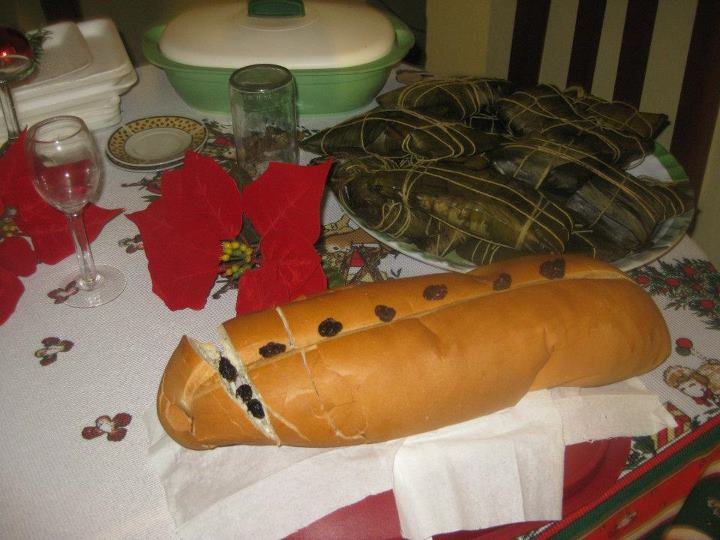
Tipico pasto natalizio in Venezuela.

Nelle notti del 24 e del 31 dicembre è comune avere raduni tra famiglie in cui si condivide il piatto principale costituito dalla hallaca, il pan de jamón e il prosciutto di Natale. In queste date si mangiano anche dolci tradizionali come la torta nera e il panettone. Non sono da meno neanche noci e nocciole. La bevanda per eccellenza è il ponche crema, vino e whisky scozzese, senza escludere i tipici 12 chicchi d'uva che si mangiano il 1º gennaio alle 12 al suono dei 12 rintocchi con cui si accoglie il nuovo anno. Il 25 dicembre e il 1º gennaio viene preparata la zuppa "sancocho", contenente carne di manzo o pollo, mais, manioca, patate, altre verdure e tuberi. In alcune parti, soprattutto in occidente, si prepara anche il pasticho o la lasagna.

## Asia

### Armenia
Gli armeni preparano il pesce perché credono che porti benedizioni e buona fortuna. Preparano il dolce "paraburma", che è una metafora dell'impasto del baklava ripieno di noci, oltre all'osmaliya con noci e panna. Anche decorata con noci e sesamo è molto apprezzata.

### Filippine
Nelle Filippine la preparazione dei piatti natalizi richiede molto tempo, soprattutto il maiale arrosto e l'hamonado di manzo, pollo o maiale.
La cena di Natale nelle Filippine si chiama Nochebuena secondo l'usanza ispanica e si tiene verso la mezzanotte del 24 dicembre. Questo di solito avviene dopo che l'intera famiglia ha partecipato alla Messa a tarda sera chiamata Misa de Gallo ("Messa del Gallo"). Il fulcro della Nochebuena è spesso l'hamón, che di solito è una coscia di maiale stagionata. Di solito viene servito con queso de bola, letteralmente una palla di formaggio edam ricoperta di cera rossa. Altri piatti onnipresenti sono la pasta e, per dessert, la macedonia. La cena sarebbe solitamente accompagnata da tsokolate o cioccolata calda, fatta con semi di cacao. Alcune famiglie preferiscono lo tsokolate o compresse di cacao in polvere pressate che sono pure o leggermente zuccherate. La maggior parte dei cibi serviti su Nochebuena sono freschi e solitamente preparati il giorno della vigilia di Natale.
Le famiglie della classe media e benestanti tendono a preparare feste sontuose che possono includere uno dei seguenti: lechón o maiale allo spiedo, Lumpia, scapece, adobo filippino, pollo ripieno, tacchino arrosto, mechado (stufato di manzo), kaldereta (stufato di manzo piccante), paella, e altri piatti tradizionali della festa. Le famiglie meno abbienti opterebbero per una Nochenuena più economica; l'organizzazione anche di un semplice raduno nonostante le difficoltà finanziarie riflette l'importanza fondamentale nella cultura filippina dell'unità familiare (e, per estensione, comunitaria).
La maggior parte delle famiglie preferisce scambiarsi i regali di Natale subito dopo cena, contrariamente all'usanza occidentale di aprire i regali la mattina di Natale.

### Giappone

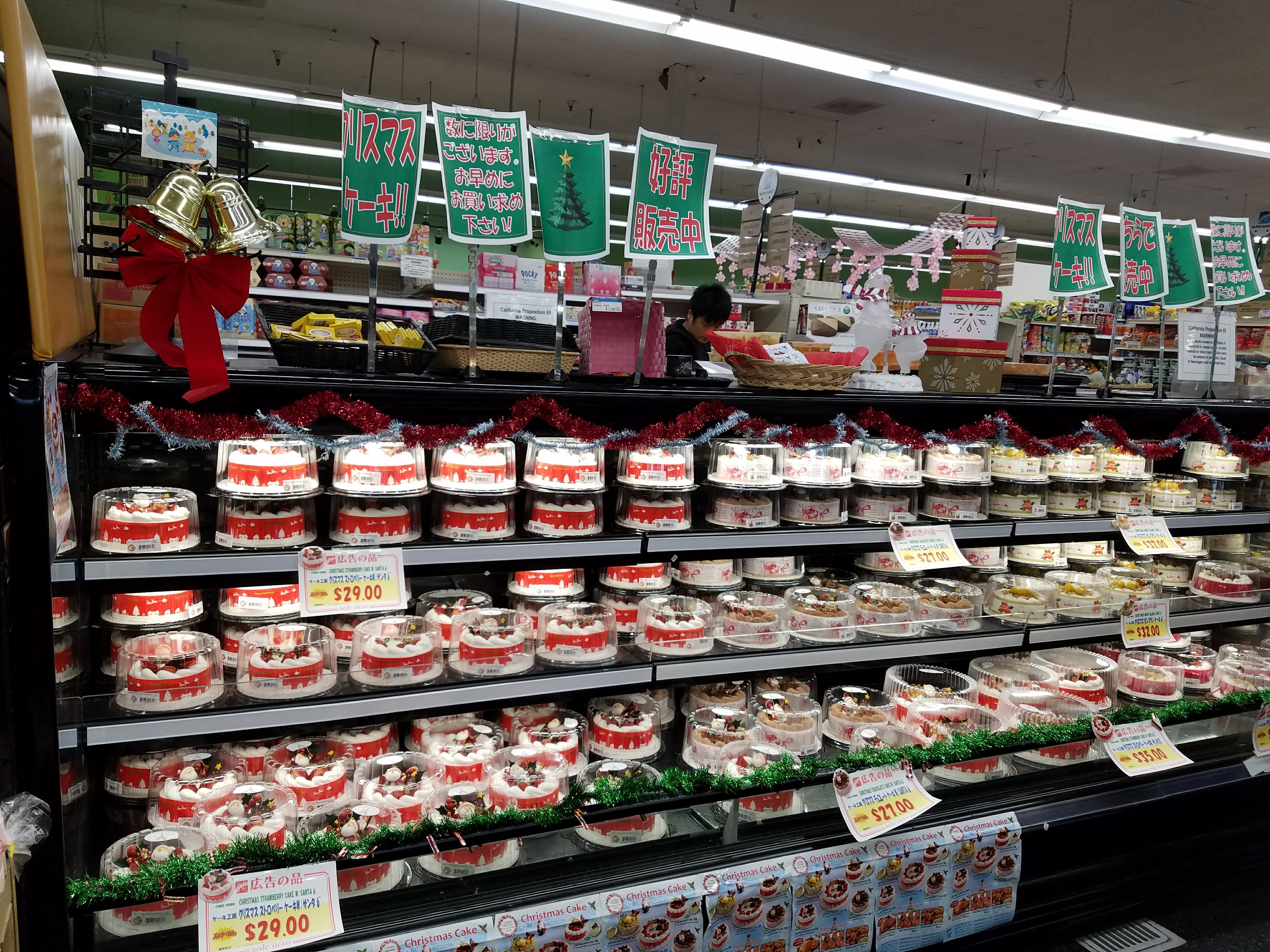
Dolci natalizi in stile giapponese in una vetrina al Nijiya Market.

I giapponesi trascorrono il Natale con amici e familiari fuori casa. Ristoranti fast food americani in Giappone, così come quelli giapponesi in America, sono sempre affollati per l'occasione. Viene spesso consumata la Christmas cake giapponese, un pan di Spagna bianco ricoperto di crema e decorato con cioccolato o fragole, e il dolce Stollen, importato o prodotto localmente, è ampiamente disponibile. Una campagna pubblicitaria di successo negli anni '70 ha reso il mangiare alla Kentucky Fried Chicken (KFC) intorno a Natale un'usanza nazionale. I suoi pasti di pollo fritto sono così popolari durante la stagione che i negozi accettano prenotazioni con settimane o, addirittura, mesi di anticipo.

### Hong Kong
Un tempo Hong Kong era governata dai britannici e integrata nella cultura occidentale, pertanto il Natale è una festa molto popolare a Hong Kong e la cena di Natale è spesso considerata un'attività di incontro e socializzazione con parenti e amici. Molte famiglie di Hong Kong preparano la propria cena di Natale a casa, e molte altre famiglie scelgono anche il servizio in loco fornito da fast food o ristoranti, e i cibi e le bevande preparati vengono consegnati direttamente a casa loro tramite fornitori di cibo. Il pranzo di Natale offerto da hotel e ristoranti di Hong Kong è solitamente suddiviso in due modalità, pasto fisso o buffet, e prevede generalmente arrosto di tacchino e prosciutto come piatto principale, ma anche insalate, zuppe, filetti di pesce e dolci con caratteristiche natalizie.

### India
Gli indiani cucinano una varietà di cibi, tra cui biryani, pollo e montone al curry, seguiti da torte o dolci come il kheer. I cattolici goani hanno piatti a base di carne di maiale e di manzo, che includono vindaloo di maiale e sarapatel. Per dessert, è popolare un dolce chiamato bebinca. In Kerala si celebra il Natale con la Messa di mezzanotte, i canti natalizi e il cibo. Vindaloo di maiale e stufato di manzo sono i piatti comuni serviti durante la cena di Natale. Tutti gli abitanti del Kerala, inclusi indù e musulmani, celebrano il Natale e condividono dolci e regali e partecipano a canti natalizi e celebrazioni cittadine. Il plum cake è un dolce famoso in Kerala e il taglio dei plum cake dopo la Messa di mezzanotte è trattato come una tradizione nazionale. Occasionalmente vengono consumati vini comunemente prodotti con uva, ananas, uva spina o altra frutta.

### Levante
Nel Levante, in particolare in Siria e Libano, il banchetto natalizio comprende kibbeh, dolma e pollo ripieno, oltre ad antipasti, in particolare tabbouleh, fattoush, baba ghanoush e altri stuzzichini. Alcuni ritengono che i soliti e conosciuti piatti tradizionali siano i migliori. Come pollo con riso e grigliate in Libano, mansaf giordano e musakhan palestinese, al-Baja e dolma in Iraq, oltre ai dolci, tra cui torte zuccherate con mandorle e cannella in Egitto.

### Libano
Per i cristiani libanesi i pasti di Natale sono di solito grandi. La famiglia si riunisce a entrambi i pasti e alcuni hanno gli avanzi della cena prima del pranzo del giorno successivo. L'offerta tradizionale per Natale sono le mandorle ricoperte di zucchero. Il tacchino arrosto è la scelta più comune di pasto. Anatra arrosto, insalata libanese (tabbouleh) e dolci come la torta al miele sono comuni. Beirut celebra il Natale organizzando feste glamour e grandi. Le stelle di Natale in stile occidentale, gli alberi di Natale della comunità e le luci di Natale sono molto popolari.

### Russia
Il pasto di Natale russo avviene la notte tra il 6 e il 7 gennaio, ed è tradizione che il digiuno duri fino alla comparsa della prima stella in cielo.
La tavola della vigilia di Natale prevede un'insalata Olivier che contiene patate, carote, piselli, barbabietole, uova sode, cipolle e cetrioli sottaceto con un po' di vino, oltre a tranci di pesce conditi con spezie e sale. Si preparano anche frittelle ripiene di cavolo e carne.
Il giorno di Natale vengono servite dodici portate (in riferimento ai Dodici apostoli), e sono normalmente assenti alcol, liquori, oli vegetali, e i comuni piatti di carne e pesce. I piatti tradizionali sono zuppe di pesce, insalate sfiziose, carni in gelatina, paste ripiene, torte decorate con glassa, e frutta secca. Il dolce principale è la kutia, un budino a base di mirtilli, semi di sesamo, miele e talvolta anche di nocciole. Si aggiunge lo vzvar, una bevanda calda a base di frutta essiccata e dolcificata. Dopo cena si aprono i regali e si va a messa.

## Europa

### Austria
In Austria, la vigilia di Natale è la celebrazione della fine del digiuno prenatalizio, celebrato solo dai cristiani, e storicamente il giorno in cui l'albero viene decorato e illuminato con candele vere, in modo che il Christkind possa visitarlo. La maggior parte degli austriaci trascorre la giornata festeggiando con la propria famiglia. Si mangiano la carpa fritta, la torta Sacher e biscotti natalizi (come Lebkuchen tedeschi), così come molte altre prelibatezze al cioccolato tra cui ornamenti natalizi commestibili. Il pranzo di Natale è solitamente d'oca, prosciutto servito con Glühwein, punch e mousse al cioccolato.

### Belgio
In Belgio la famiglia mangia tacchino ripieno di frutta a bastoncini di cioccolato con burro. Altri dolci natalizi tradizionali sono il tronchetto di Natale e il marzapane.

### Bielorussia, Lituania e Polonia

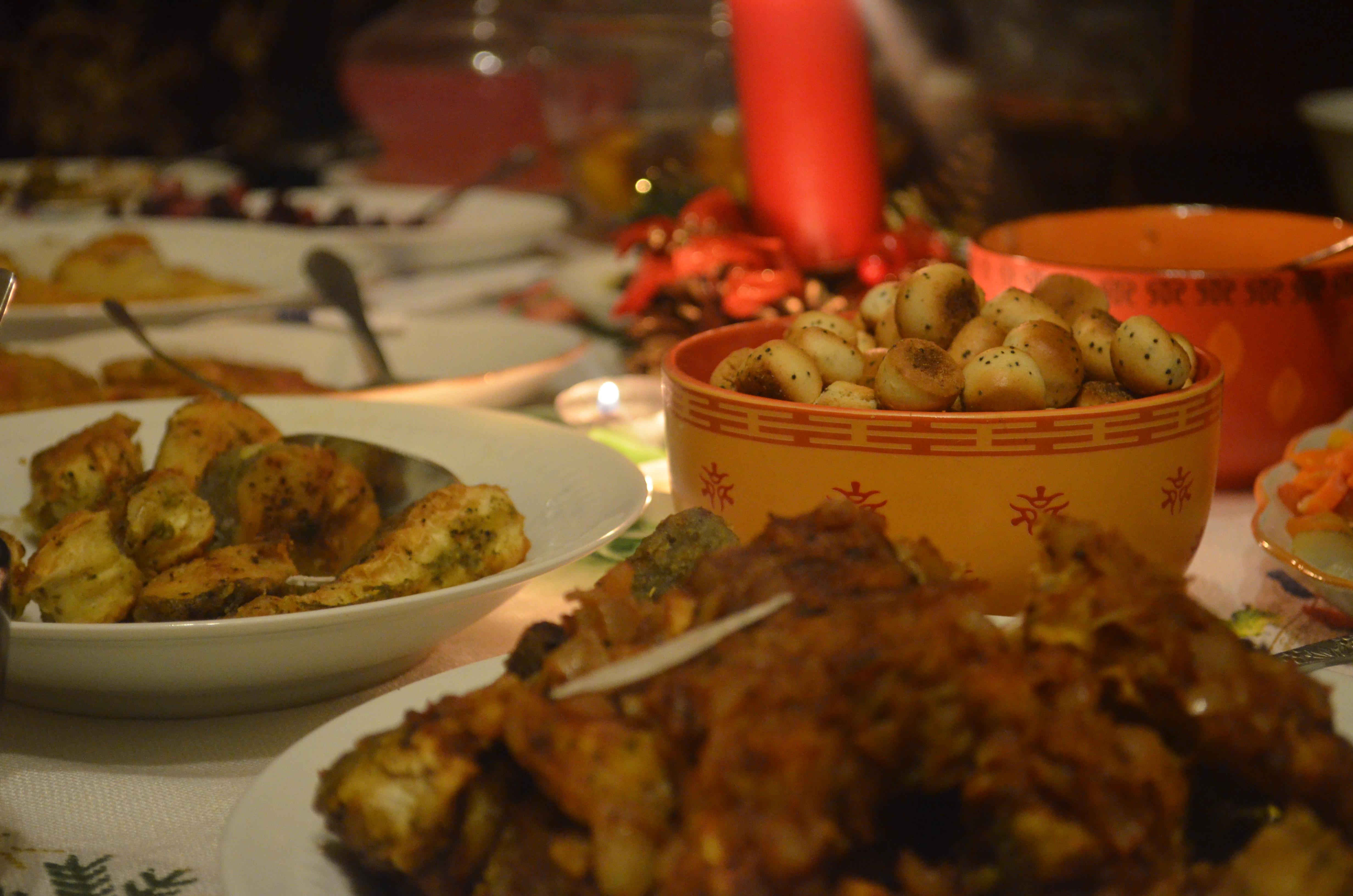
Kūčios.

Nelle aree dell'ex Confederazione polacco-lituana (ad es. Bielorussia, Lituania e Polonia), la vigilia di Natale (24 dicembre in Lituania e Polonia), il 6 gennaio in Bielorussia, viene servito un pasto elaborato e ritualizzato di dodici piatti senza carne. Ciò deriva dalla tradizione di trattare il periodo prenatalizio come un momento di digiuno, interrotto al calar della notte alla vigilia del giorno di Natale. I piatti principali in Bielorussia sono la kutia, la frutta secca mandata in ebollizione e il fieno.
In Lituania la cena della vigilia di Natale viene chiamata "Kūčios" e prevede 12 pietanze. La carne e i derivati di origine animale (latte, burro, uova, maionese e strutto) sono vietati fino al giorno di Natale. Il primo piatto del Kūčios permette il pesce, come aringa, anguilla affumicata, salmone e caviale, seguito da carote, fagioli, frutta secca, funghi e varie insalate. I dolci natalizi lituani sono i Kūčiukai (biscottini secchi con semi di papavero) e i Kalėdaitis (grandi ostie). Solitamente si beve acqua, sidro e succhi di frutta.

### Danimarca

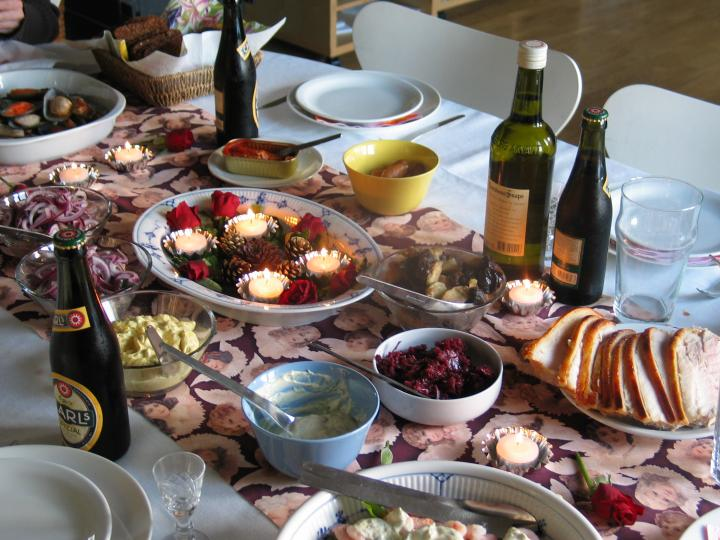
Pranzo di Natale danese.

In Danimarca, il tradizionale pasto di Natale servito il 24 dicembre consiste, secondo uno studio rappresentativo, di anatra (66% delle famiglie intervistate), Flæskesteg con cotica (43%), carne di tacchino (8%) o oca (7%). Le cifre ammontano a più del 100% perché è stato riscontrato che alcune famiglie preparano più di un tipo di carne per il pranzo di Natale. La carne viene servita con patate lesse (alcune caramellate, altre arrostite), cavolo rosso e sugo. Il piatto principale è seguito da un dolce chiamato Risalamande, un budino di riso servito con salsa di ciliegie o di fragole, spesso con all'interno una mandorla intera nascosta. Il fortunato ritrovatore della mandorla ha diritto a un regalo extra, il dono della mandorla. Le bevande natalizie sono il Gløgg (vin brulé) e le tradizionali birre natalizie, prodotte appositamente per la stagione e che di solito hanno un'elevata gradazione alcolica.

### Finlandia

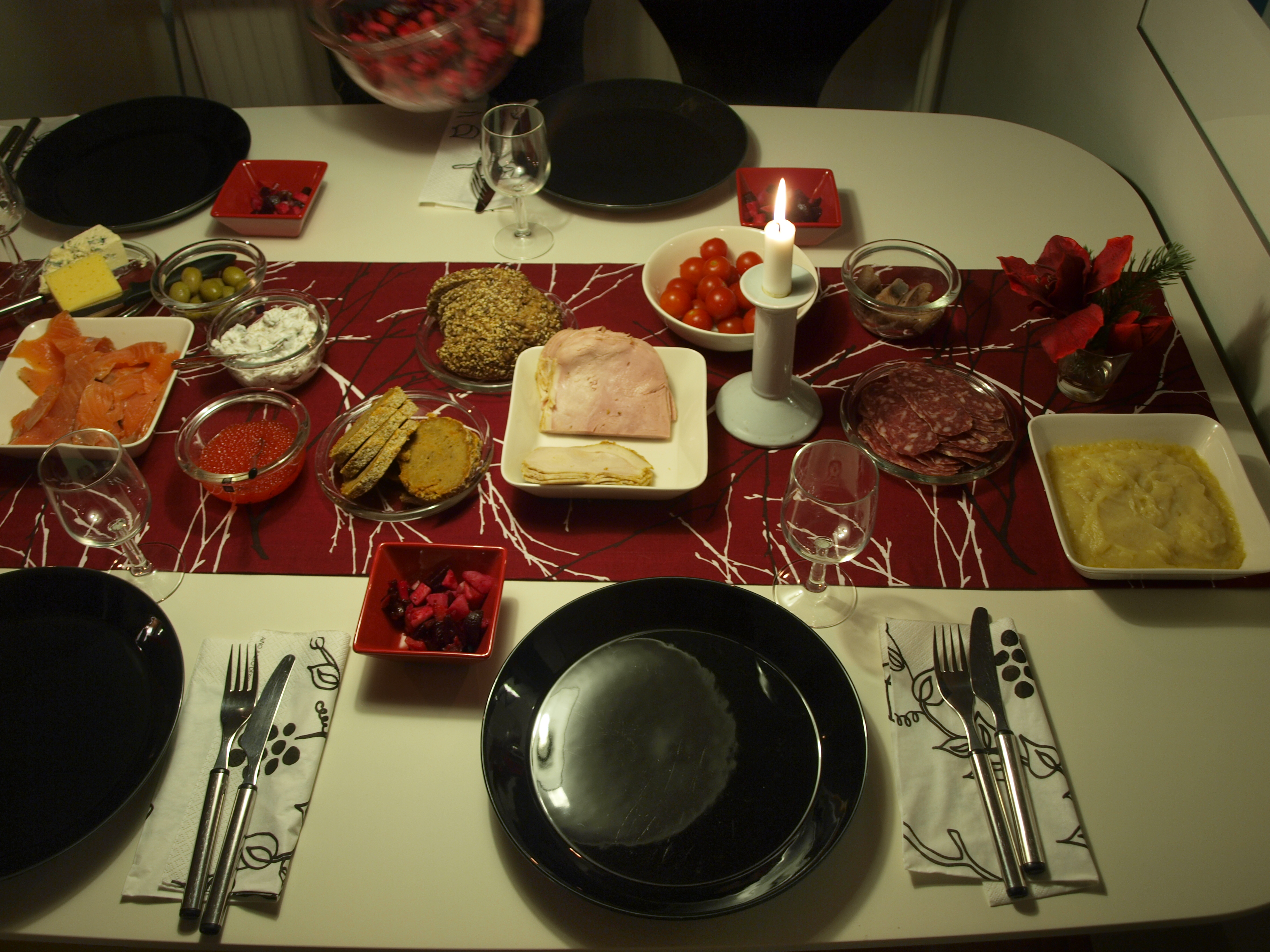
Cena di Natale finlandese.

Joulupöytä (tradotto "tavola di Natale") è il nome del tradizionale tagliere servito a Natale in Finlandia, simile allo svedese smörgåsbord. Contiene molti piatti diversi, la maggior parte dei quali tipici della stagione. Il piatto principale è solitamente un grosso prosciutto di Natale, che viene consumato con senape o pane insieme agli altri piatti. Viene servito anche il pesce (spesso lutefisk e gravlax o salmone affumicato), e con il prosciutto ci sono anche diverse casseruole solitamente con patate, rutabaga (svedesi) o carote. La tradizionale bevanda natalizia è il vin brulé (glögg finlandese), che può essere alcolico o analcolico.

### Francia

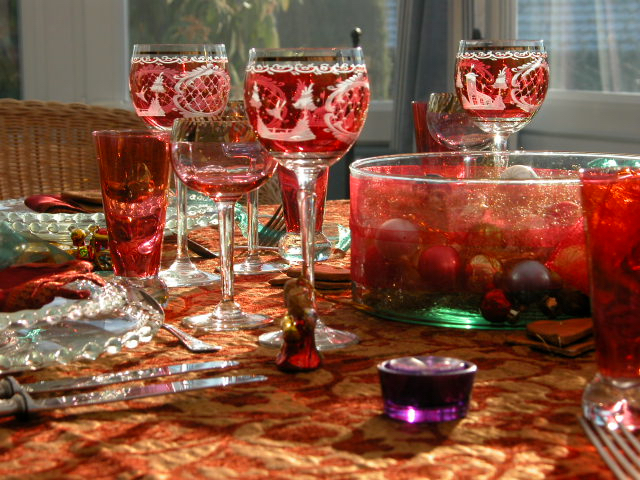
Tavola apparecchiata per un réveillon nel 2003.

La domenica prima di Natale, la maggior parte dei supermercati rimane aperta per facilitare la spesa. In Francia e in alcuni altri paesi di lingua francese, il tradizionale pasto della vigilia di Natale (e della notte di San Silvestro) è chiamato "Réveillon", che è una lunga cena e possibilmente una festa. Il nome di questa cena si basa sulla parola réveil (che significa "veglia") perché la partecipazione implica rimanere svegli fino a tardi.
Il cibo consumato ai réveillons è generalmente eccezionale o lussuoso. Ad esempio, gli antipasti possono includere aragoste, ostriche, escargot, caviale, ratatouille o foie gras. Un piatto tradizionale è il tacchino con le castagne. I ricevimenti in Quebec spesso includono una varietà di tourtière. Il dessert può consistere in un ceppo di Natale, noto come bûche de Noël. In Provenza si segue la tradizione dei tredici dolci: vengono serviti tredici tipi di dolci, tra cui quasi sempre pompe à l'huile, datteri, ecc. Il vino di qualità viene solitamente consumato in tali cene, spesso con champagne o spumanti simili come conclusione.

### Germania
In Germania, i principali primi piatti natalizi sono l'oca arrosto e la carpa arrosto, ma possono essere serviti anche maialino o anatra, insieme a bevande come punch e glühwein. I contorni tipici sono le patate arrosto accompagnate da varie forme di cavoli, come cavoletti di Bruxelles e cavolo rosso. In alcune regioni la cena viene consumata il giorno di Natale anziché la vigilia di Natale. In questo caso la cena della vigilia di Natale è un affare più semplice, composto da salsicce (come bockwurst o würstel) e insalata di patate. I dolci e le torte natalizie sono quasi obbligatori e includono il marzapane, biscotti speziati (Lebkuchen), biscotti allo zenzero e vari tipi di pane e dolci come Christstollen e Dresdener Stollen.

### Grecia
In Grecia il baccalà viene aggiunto al pasto principale, che di solito è un pasto a base di pesce, con antipasti come insalata greca, salame, olive, jajik e altri antipasti tradizionali.

### Irlanda
In Irlanda, la vigilia di Natale iniziano i preparativi per la cena. Le persone faranno bollire il prosciutto e possono preparare le verdure. La cena di Natale irlandese, normalmente consumata tra le 13:00 e le 16:00 del giorno di Natale, è composta da tacchino, prosciutto, cavolini di Bruxelles, patate arrosto, ripieno e varie verdure. La tradizione più antica, ancora seguita da molte persone in Irlanda, è quella di servire un'anatra o un'oca a Natale.
La cena di solito consiste in arrosto di tacchino (sebbene altri pollame come oca, pollo, anatra, cappone o fagiano siano alternative), a volte con roast beef o prosciutto o, in misura minore, maiale. In alcune parti dell'Irlanda, in particolare nella contea di Cork e Limerick, si mangerà anche lo spiced beef. Il centrotavola è tipicamente servito con ripieno, sugo e talvolta carne forzata, pigs in a blanket, salsa di mirtilli rossi o gelatina di ribes rosso, salsa di pane, patate arrosto (a volte anche bollite o schiacciate), verdure (solitamente bollite o al vapore), in particolare cavolini di Bruxelles e carote. Il dessert consiste in Christmas pudding (o budino di prugne), a volte pasticci tritati, Christmas cake o zuppa inglese, con burro di brandy o panna.

### Islanda
La cena di Natale islandese viene consumata la vigilia di Natale alle 18:00. Il piatto principale varia molto tra le famiglie. Il più comune è probabilmente Hamborgarhryggur, che è una specie di bistecca al prosciutto. Altri piatti tipici sono la cacciagione arrosto, come la renna, la pernice bianca e l'agnello affumicato (hangikjöt), oltre a una grande varietà di altri volatili arrosto come l'anatra o il tacchino, mangiati da molti anche il giorno di Natale o altre occasioni durante il periodo natalizio.

### Italia

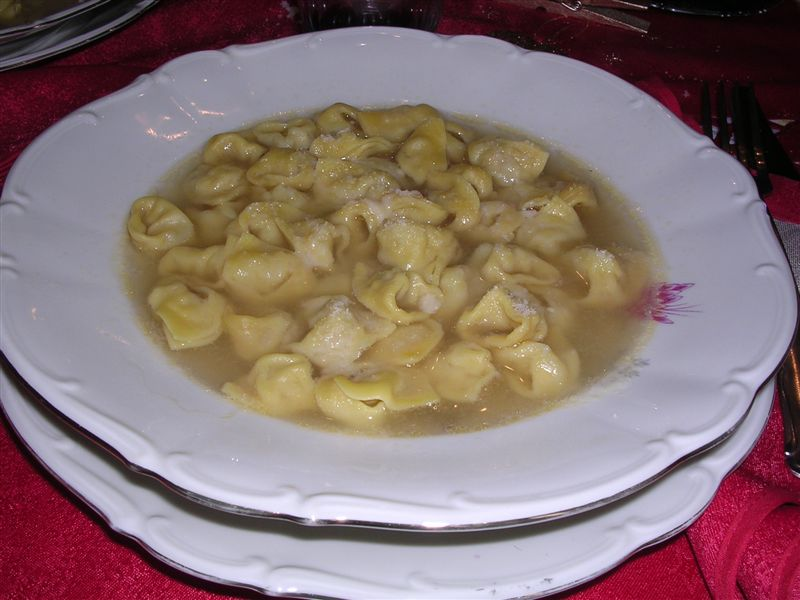
Tortellini in brodo.

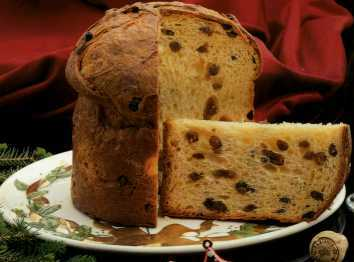
Un panettone.

In Italia il pasto della vigilia di Natale è solitamente chiamato "cenone" (lett. "grande cena"). La tradizione culinaria è polarizzata tra il Nord e il Sud Italia. Inoltre, la cena della vigilia è spesso più importante della cena del giorno di Natale perché precede la messa di mezzanotte.
Il primo piatto è solitamente una sorta di minestra a base di pasta ripiena (come agnolini, cappelletti, agnolotti pavesi) servita in brodo. Il secondo piatto è molto diverso a seconda della zona. Un piatto tradizionale nel Nord Italia è il cappone arrostito o bollito e condito con la mostarda. L'abbacchio è più comune nell'Italia centrale. Un piatto tradizionale a Napoli e nel Sud Italia è l'anguilla femmina o capitone. A Natale si può mangiare anche agnello arrosto, frutti di mare o pesce come merluzzo al vapore o persico al vino bianco.
Per il cenone di Capodanno è tradizione consumare il cotechino, un tipo di salume accompagnato da lenticchie.
I dolci natalizi sono molto vari e ogni regione ha i suoi. In generale, nel Nord Italia si mangia il panettone (tipico di Milano), seguito dal panforte (in Toscana), dal torrone e dalla frutta secca. Nel Sud Italia vengono serviti marzapane, biscotti, zeppole, cannoli, canditi, frutta candita e frutta fresca. Negli ultimi decenni il panettone è diventato popolare come dolce natalizio in tutta Italia. Anche il pandoro (tipico di Verona) è un dolce molto apprezzato a Natale e Capodanno, spesso accompagnato dallo spumante.

### Macedonia (regione storica)

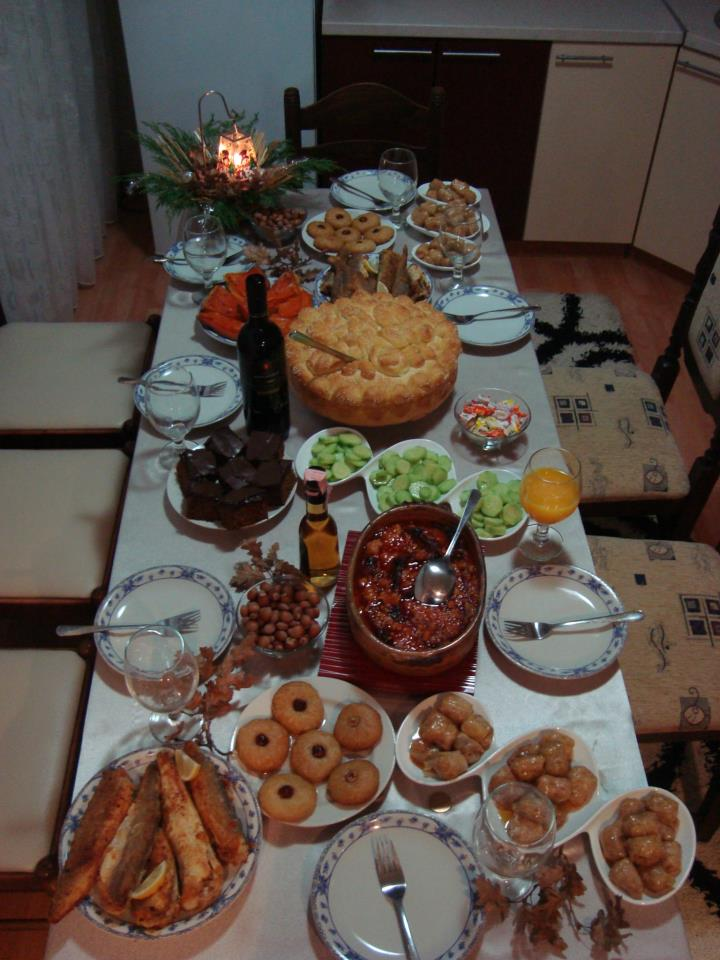
Una cena di Natale in Macedonia.

Il Natale in Macedonia viene celebrato il 7 gennaio, secondo il calendario giuliano. Alcune cene di Natale come questa si svolgono la vigilia di Natale.
In Macedonia la cena di Natale è chiamata “Badnik”, che prevede dodici portate (che rappresentano i dodici apostoli di Gesù) e il digiuno religioso di astenersi da prodotti alimentari di origine animale, in particolare carne e latticini. Uno degli elementi più importanti di questa cena è il “Badnik vecce”, un pane rotondo in cui viene nascosta una moneta. Chi trova quella moneta sarà ritenuto benedetto per tutto l’anno. Per consistenza e usanza, il Badnik vecce è simile alla česnica. Il giorno di Natale, le famiglie partecipano anche a cerimonie religiose e c'è l'usanza di scambiarsi doni. Le celebrazioni natalizie in Macedonia sono un momento di devozione e condivisione, che riflettono il profondo legame del popolo macedone con le sue tradizioni religiose.

### Norvegia
Il piatto più comune è lo svineribbe (solitamente solo ribbe), lato della pancetta di maiale preparata con condimento (sale e pepe), per una corretta scoppiettante. Solitamente si consuma insieme a verdure lesse, crauti, marmellata di mirtilli rossi, patate, sugo, birre e qualche bicchierino di Akevitt. Nella parte occidentale del paese, il pinnekjøtt (costolette di montone) è il pranzo di Natale più popolare. Anche il tradizionale lutefisk è ancora mangiato da alcuni. Tuttavia, è più comunemente consumato in altre occasioni durante il periodo natalizio. Per dessert è molto popolare il budino di riso, servito con una salsa di lamponi.

### Paesi Bassi

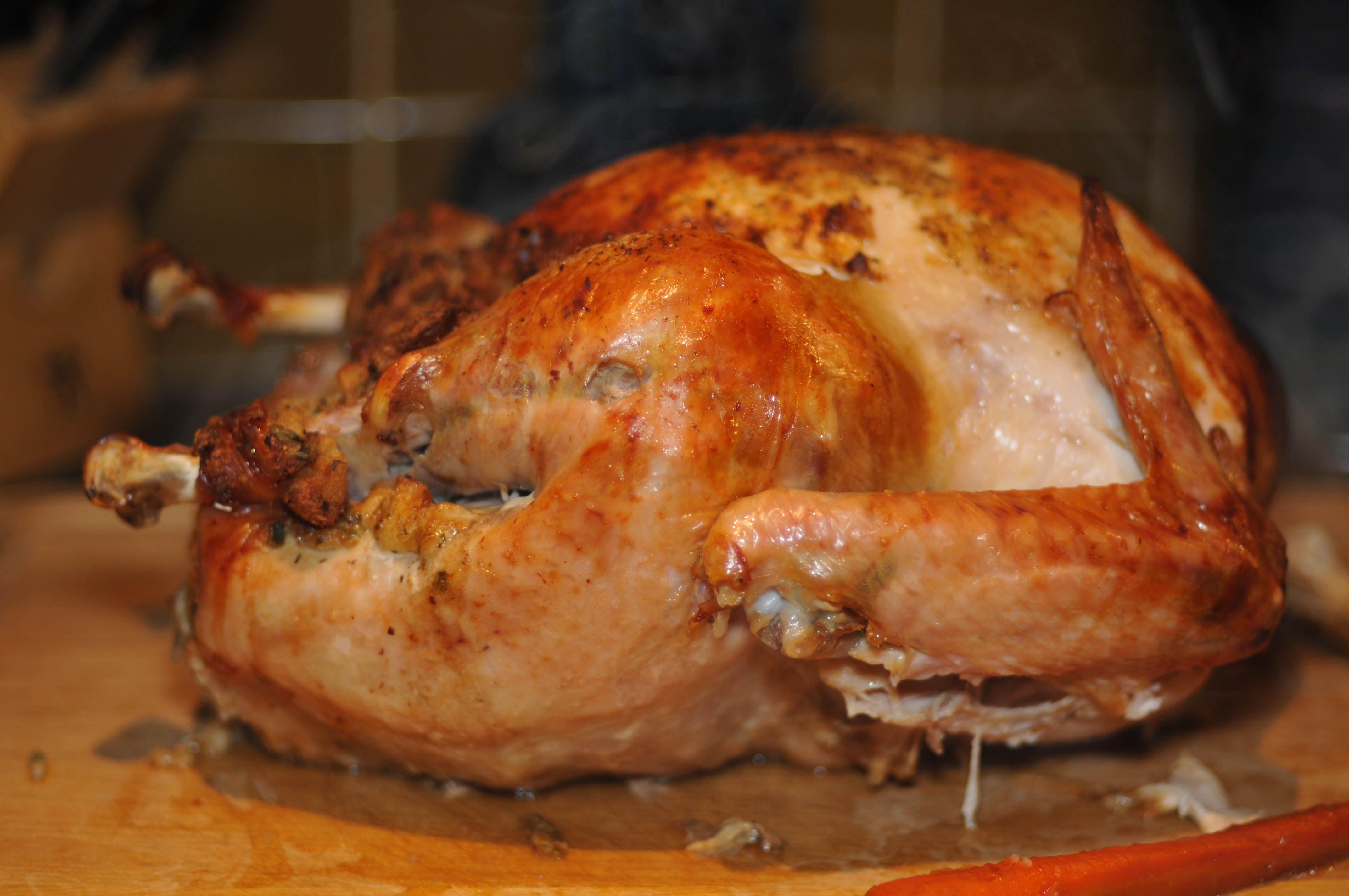
Tacchino arrosto al forno.

Una tipica tradizione olandese è quella del "gourmet", un evento serale in cui piccoli gruppi di persone si siedono insieme attorno a un set da gourmet e usano le proprie padelle per condire e friggere il cibo in porzioni molto piccole. Vengono preparate verdure tritate finemente e diversi tipi di carne, pesce, gamberi e gamberetti. Il tutto è accompagnato da diverse insalate, frutta e salse. L'origine del gourmet risiede molto probabilmente nell'ex colonia olandese dell'Indonesia.
Gli olandesi apprezzano anche le cene di Natale più tradizionali, gustando in particolare carni come roast beef, anatra, coniglio e fagiano. Generalmente, questo viene servito con diversi tipi di verdure, patate e insalate. Dalla fine del XX secolo, le tradizioni dei paesi anglosassoni sono diventate sempre più popolari, in particolare il tacchino in stile britannico.
Dolci natalizi olandesi sono il Kerststol, il Kersttulband, i Pepernoten, e gli speculoos.

### Polonia

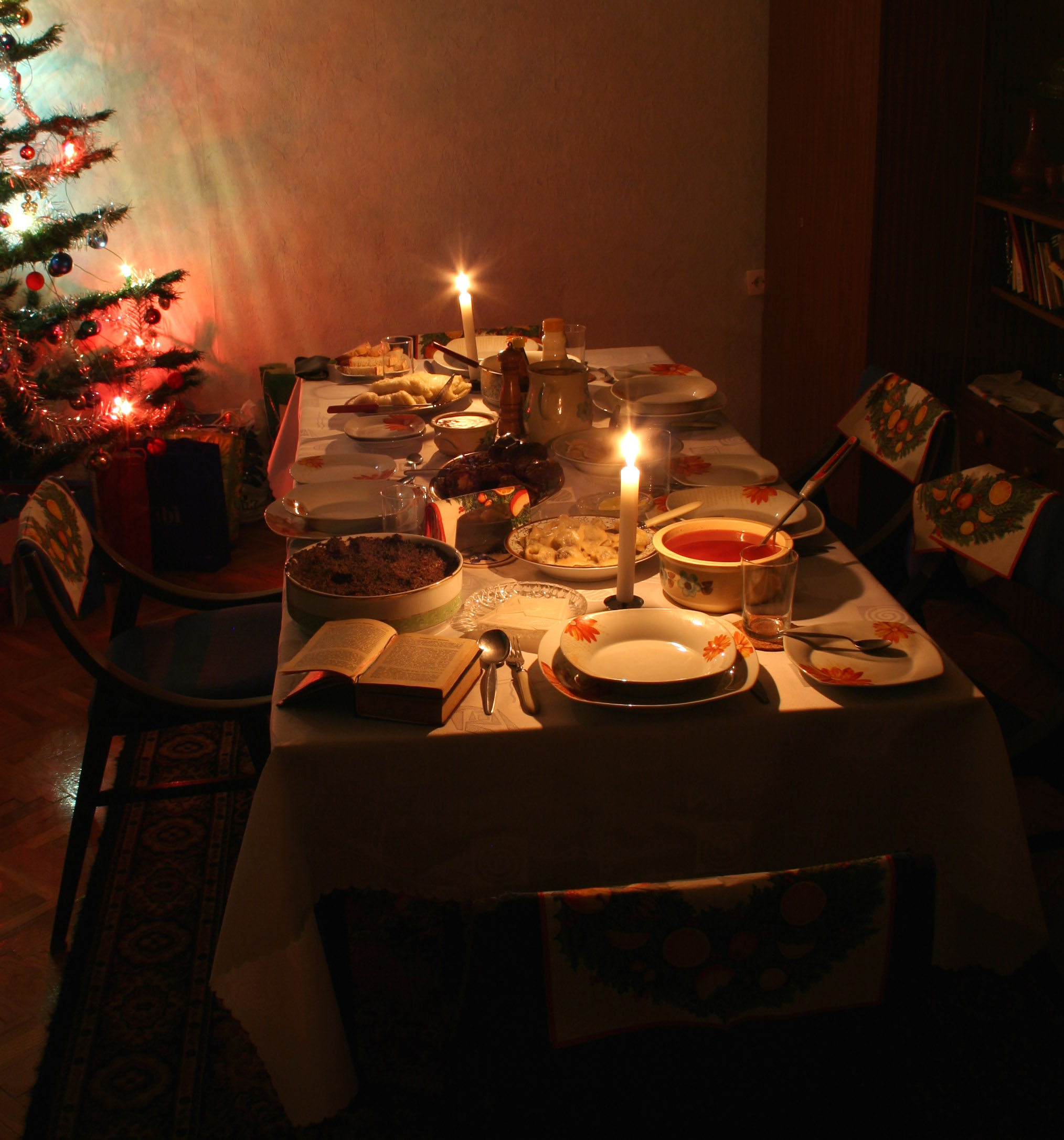
Cena di Natale in Polonia.

Il giorno di Natale è una festa nazionale in Polonia e la maggior parte dei polacchi trascorre la giornata festeggiando con la propria famiglia. Il pasto è elaborato, servito la sera del 24 dicembre, offrendo grandi quantità di cibo. Questo pasto della vigilia di Natale si chiama Wigilia. Tutti condividono l'ostia di Natale (opłatek) e augurano buone cose per il prossimo anno. Poi inizia la cena. Il pasto è senza carne, in onore della tradizione cattolica. Molte famiglie preparano anche una grande varietà di piatti natalizi unici, in genere 12 in onore dei 12 apostoli.
I piatti includono carpe ripiene e fritte, aringhe in salsa di vino o di panna, composta di frutta, macedonia di verdure, zuppa (barbabietole, funghi o pesce) con uszka, pierogi, piselli e carote, patate lesse, salsa di crema di funghi, crauti, e Makowiec (torta arrotolata con semi di papavero). La maggior parte delle famiglie lascia un piatto vuoto a tavola per un ospite inaspettato. La paglia o il fieno sono solitamente sul tavolo per simboleggiare la mangiatoia. Durante la stagione vengono sfornati i pierniczki, o biscotti al miele e zenzero.

### Portogallo
In Portogallo, la cena di Natale si celebra la notte del 24 dicembre (vigilia di Natale). Questa tradizione porta le famiglie a riunirsi intorno alla tavola, consumando un pasto abbondante. Poiché si tratta di una festa in famiglia, molte persone percorrono lunghe distanze per raggiungere le loro famiglie.
Nella tradizione cattolica, i fedeli partecipano, al termine della serata, alla Misa de Gallo.
Secondo la tradizione portoghese, la Consoada (che deriva dal latino “consolata”, ovvero consolare, confortare) è una cena che consiste principalmente in merluzzo bianco cotto con patate e cavolo, seguito da vermicelli, french toast, filhós e altri dolci. Il merluzzo essiccato e salato può essere accompagnato con uova sode, ceci, cipolla, prezzemolo e altre verdure. Questo pasto è accompagnato da abbondanti quantità di olio di oliva. Ci sono variazioni in tutto il paese e, tradizionalmente, il tacchino (a volte anche carne di maiale in alcune regioni) viene servito a pranzo il 25 dicembre.

### Regno Unito

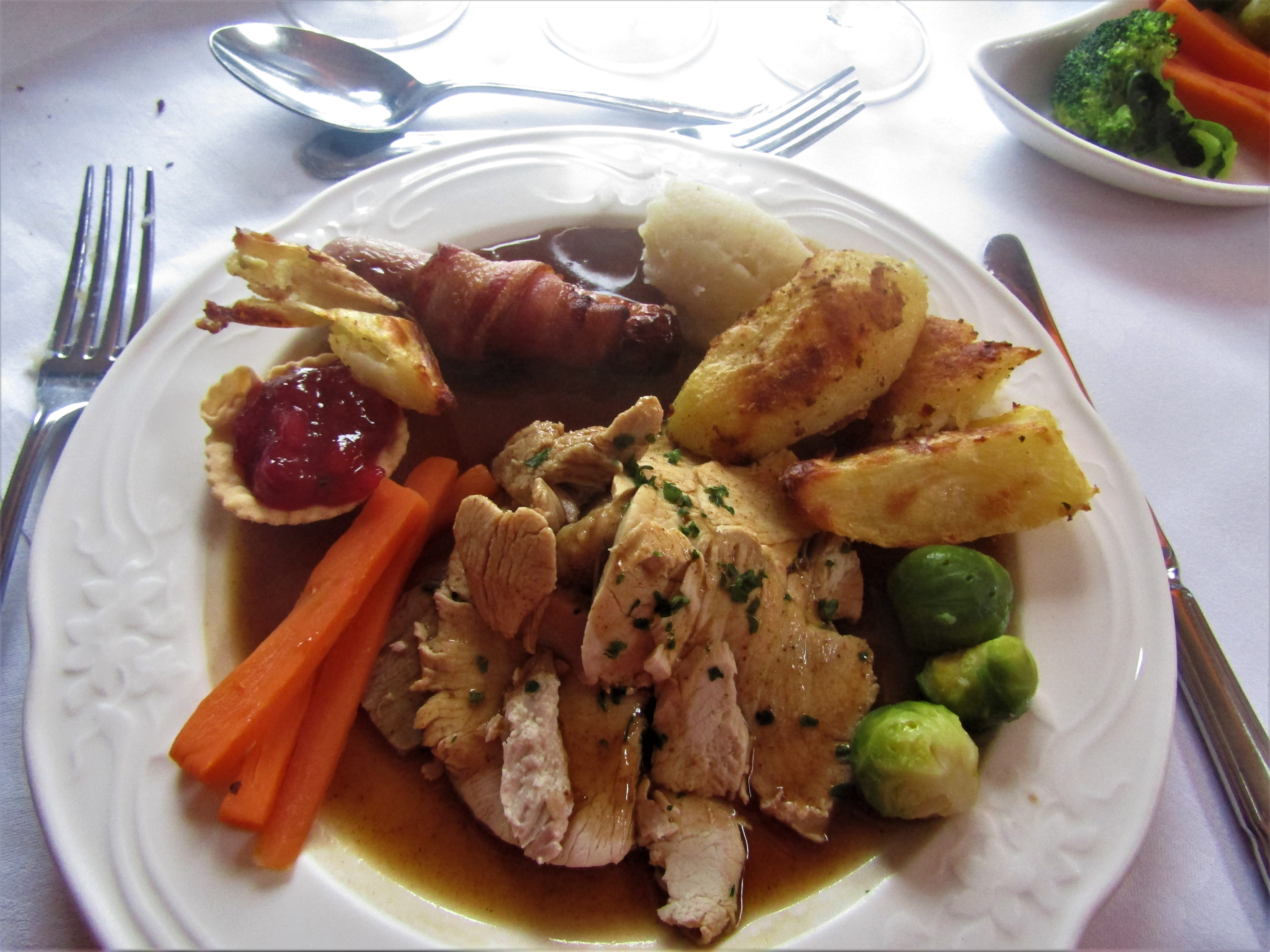
Un comune piatto della cena natalizia a Trimingham.

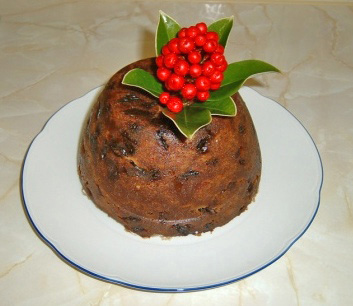
Un pudding natalizio.

Il pranzo di Natale nel Regno Unito viene consumato nel pomeriggio del 25 dicembre. Di solito consiste in tacchino arrosto, ripieno, sugo, pigs in a blanket, salsa di pane, salsa di ribes, patate arrosto, verdure (in particolare cavolini di Bruxelles, broccoli, carote e pastinache) e dessert come pudding natalizio, mince pie o zuppa inglese. Si stima che nove milioni di tacchini vengano consumati a Natale nel Regno Unito, e ciò rappresenta un dimezzamento del consumo di tacchini negli ultimi anni poiché i giovani adulti optano per alternative. Anche maiale, manzo, pollo, oca e anatra sono popolari. I Christmas cracker sono gadget popolari.
Durante il XVI e il XVII secolo in Inghilterra, venivano comunemente serviti l'oca o il cappone, e i più facoltosi talvolta cenavano con pavone e cigno. La tradizione del tacchino arrosto per la cena di Natale si diffuse rapidamente in tutta l'Inghilterra nel XVII secolo, e divenne anche comune servire l'oca, che rimase l'arrosto predominante fino all'epoca vittoriana. Una famosa scena della cena di Natale inglese appare nel racconto di Charles Dickens Canto di Natale, dove Scrooge regala a Bob Cratchit un grosso tacchino.
Il budino di una cena natalizia britannica può essere il pudding natalizio, che risale all'Inghilterra medievale. Anche la zuppa inglese, la mince pie, la Christmas cake e il tronchetto di Natale sono popolari. Inoltre è comune fare omini di pan di zenzero, che si preparano facendo un impasto con farina, burro, zucchero, spezie allo zenzero, latte e un pizzico di sale. Con l'impasto si forma una palla e viene posta in plastica autoadesiva. Dopo aver lasciato riposare l'impasto per circa mezz'ora, si realizzano con gli appositi stampi le figure degli omini per poi infornare. Nel XXI secolo, alcuni cittadini britannici stavano già cambiando le loro tradizioni con un numero crescente che selezionava versioni vegetariane e vegane dei tradizionali piatti natalizi.

### Repubblica Ceca

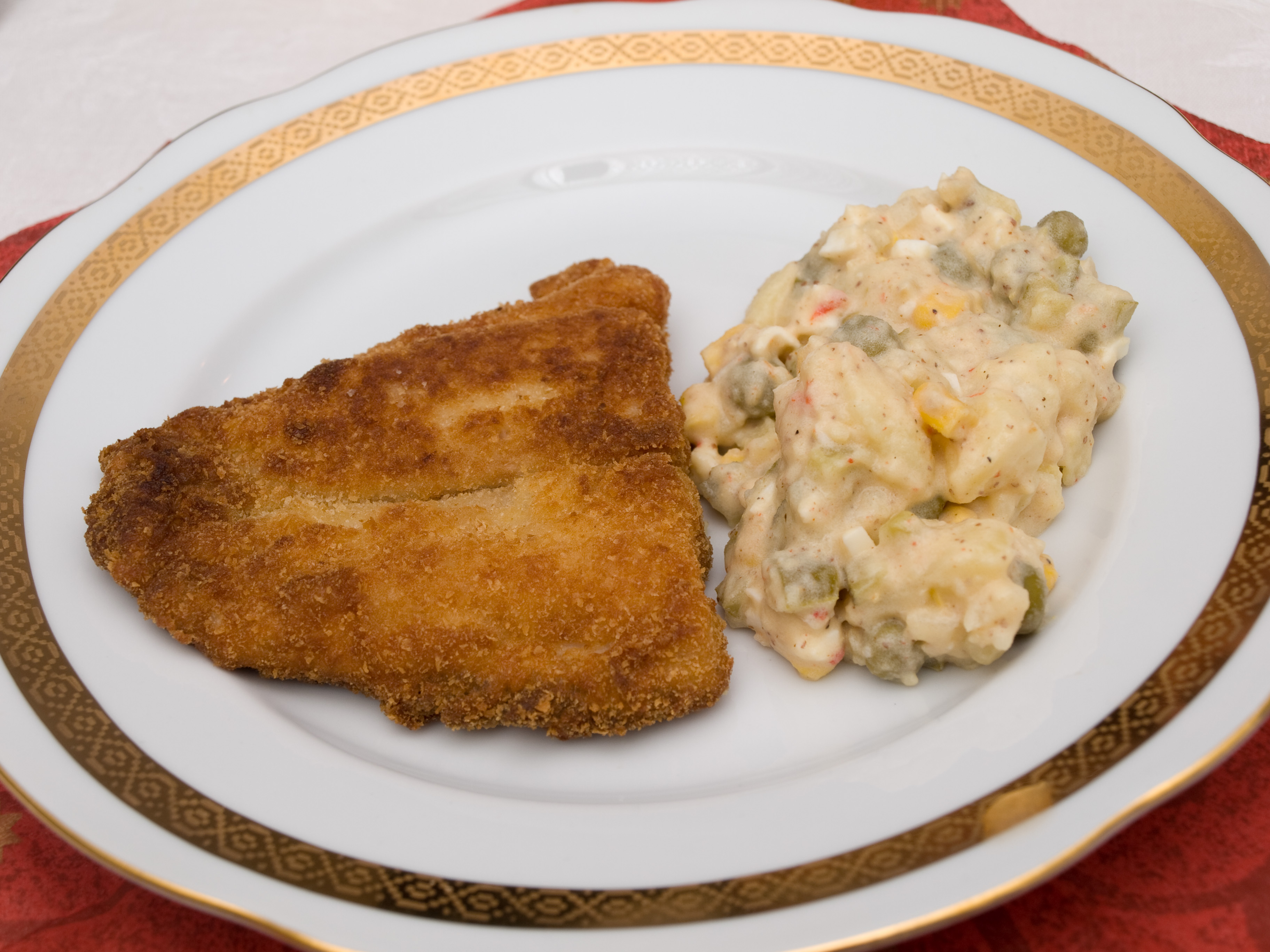
Carpa fritta con insalata di patate.

Un pasto natalizio tradizionale nella Repubblica Ceca (così come nel resto dell'Europa centrale) è la carpa fritta servita con l'insalata di patate che vengono consumate a cena, durante la sera del 24 dicembre. È spesso accompagnato da una zuppa di pesce preparata con avanzi di carpa (testa o ossa) o da un piatto di funghi tradizionale ceco Kuba. Molte famiglie preparano anche una grande varietà di cialde e biscotti natalizi unici da offrire ai visitatori, come le karlovarské oplatky. Questi vengono preparati molti giorni prima della festa e richiedono molto tempo per essere decorati. È anche comune appendere per i bambini dolci al cioccolato avvolti sull'albero di Natale come decorazioni.

### Romania

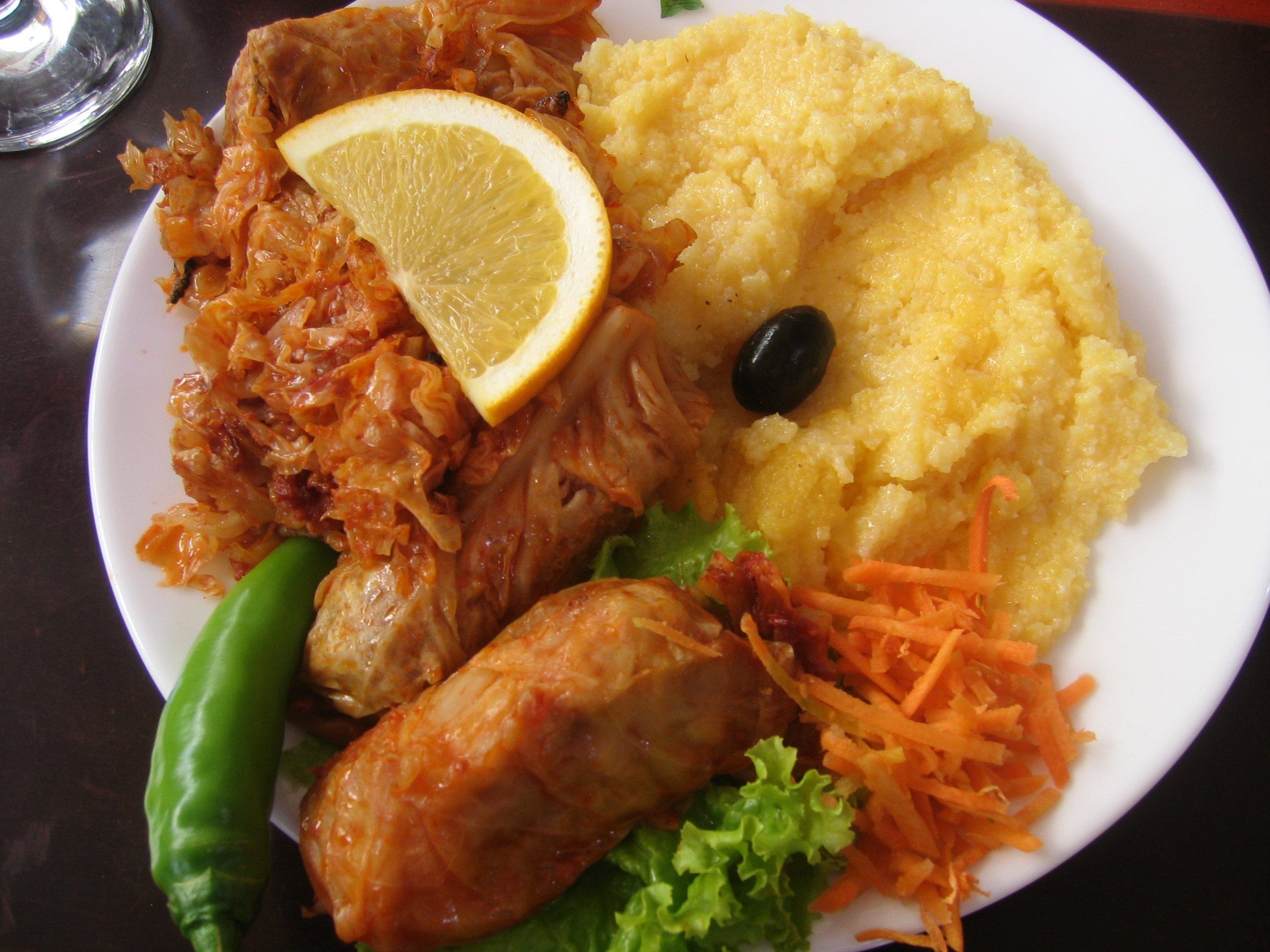
Sarmale con Mămăligă.

Il cibo rumeno servito durante le vacanze è un grande pasto a più portate composto da carne di maiale (organi, muscoli e grasso). Questo è principalmente un gesto simbolico per S. Ignazio di Antiochia.
Durante il periodo natalizio, i rumeni preparano o acquistano vari piatti speciali, inclusi dessert, dolci o patate fritte. I rumeni di solito cuociono il cozonac, una torta a base di farina, tuorli, lievito e molti altri ingredienti, aromi, condimenti e aggiunte affidabili. Esistono diversi tipi di cozonac, con numerose ricette. Altri piatti di Natale includono piftie, sarmale o piatti di maiale.

### Serbia
In Serbia, secondo la tradizione, il pranzo festivo di Natale comprende un'abbondante varietà di cibi. Il pasto inizia con la česnica per motivi religiosi, mentre i piatti tipici arrosto di maiale, peperoni al forno riempiti con patate, pesce di fiume, sfornata di fagioli e rakija, il tutto accompagnato da pane e vino.

### Slovacchia
La cena di Natale in Slovacchia si celebra il 24 dicembre; la cena si svolge dalle 17:00 alle 18:00. La cena tradizionale comprende oplátky (cialde sottili con miele o aglio), zuppa di cavoli (kapustnica) con funghi secchi e salsiccia (a volte con prugne secche), carpe o altro pesce con insalata di patate, mele e biscotti natalizi e opekance.

### Slovenia
In sloveno la vigilia di Natale si chiama "Sveta noč" che significa "notte santa". La famiglia si riunisce per la cena verso le 18:00. Piatti tipici sono la potizza, la "pečenka" e il tacchino alla griglia. Vin brulé e zabaione possono essere serviti con il cibo. Alcune famiglie preparano anche i biscotti di Natale prima di cena.

### Spagna

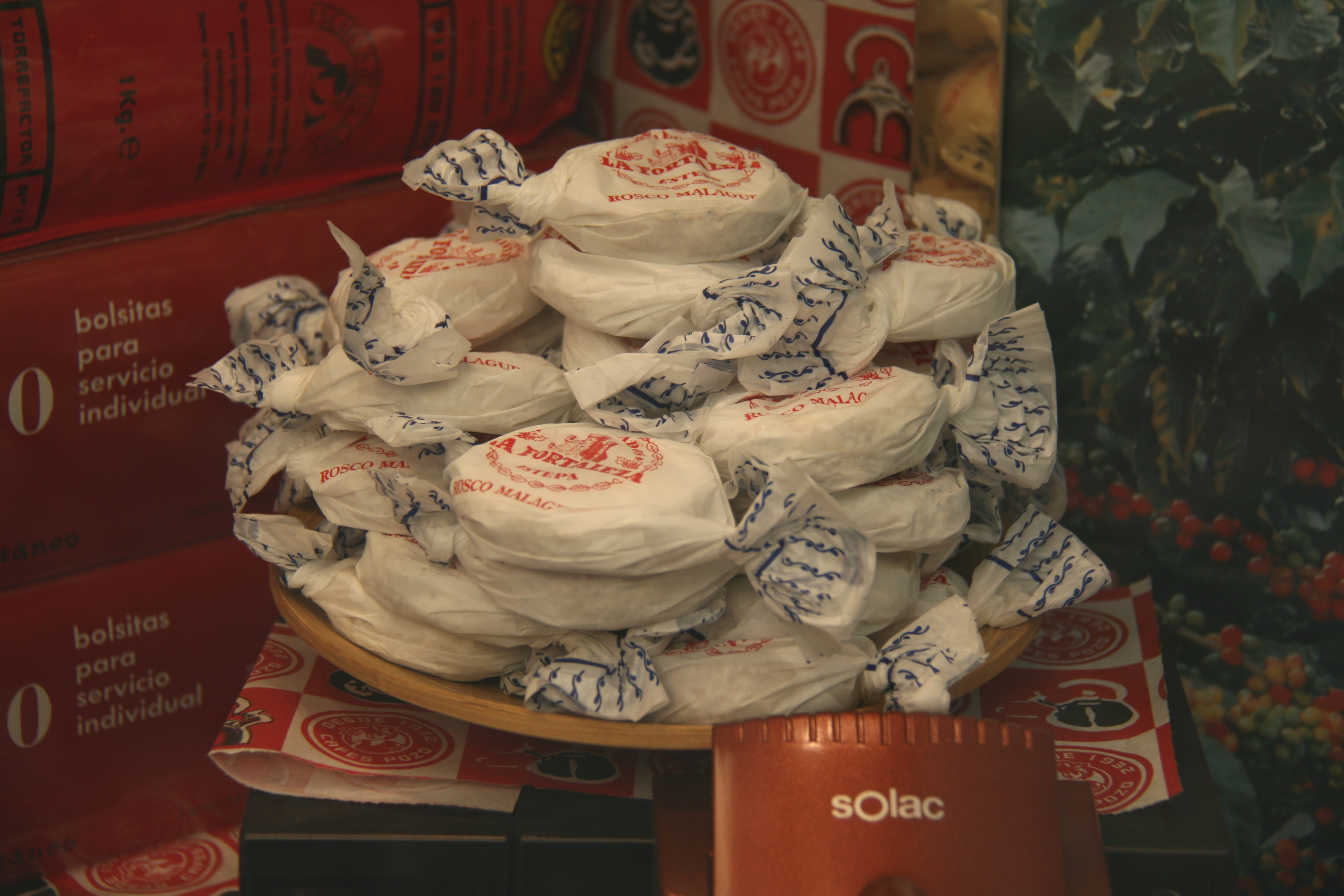
I polvorones sono biscotti prevalentemente natalizi.

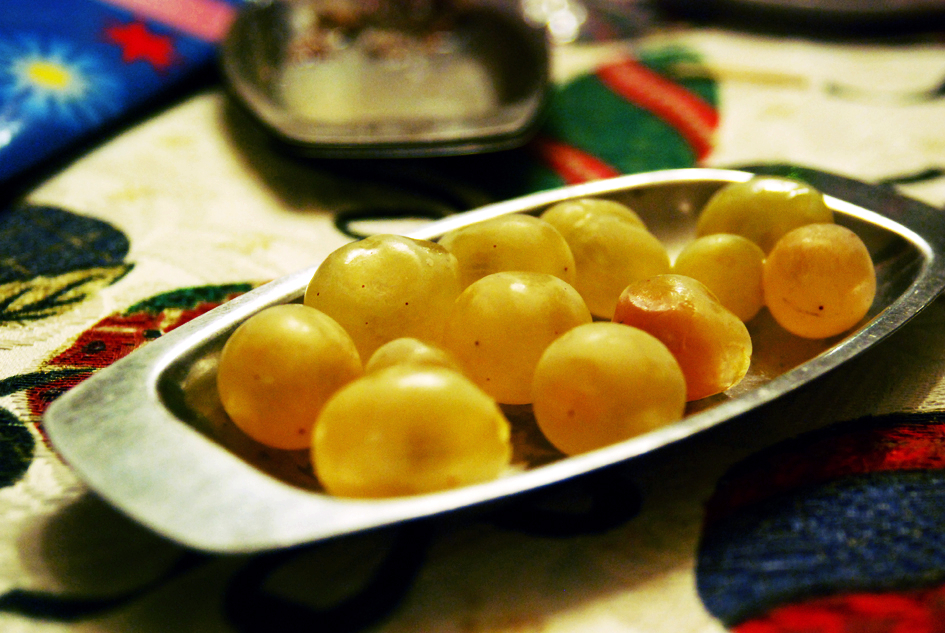
I 12 chicchi d'uva su un vassoio.

Ci sono tre pasti nella celebrazione culinaria spagnola del Natale: quelli celebrati alla vigilia di Natale (cena), Capodanno (cena) e Tre Re (merenda). Sono caratterizzati dalla celebrazione delle tradizioni cristiane. I dolci tipici sono torrone, polvorones, datteri, marzapane, confetti, alfajores, roscos de vino, sopa de almendras e altri.
È comune mangiare anche maialino da latte, pularda (gallina domestica), pavone, cappone, agnello, orata, escudella o gamberi dalla seconda metà del XX secolo. In alcune zone della Galizia, il merluzzo con cavolfiore è tipico anche per il pranzo di Natale e per bere il sidro.
Il 31 dicembre è tradizione dall'inizio del XX secolo mangiare 12 chicchi d'uva con i 12 rintocchi impostati dall'orologio della Puerta del Sol (Madrid), un evento trasmesso dalla maggior parte dei canali televisivi di tutta la Spagna. Quando inizia il nuovo anno di solito viene fatto un brindisi con il cava. La mattina del 1º gennaio si consuma solitamente il cioccolato con i churros a casa con i membri della famiglia o in churrerìa, cioccolateria, caffeteria, bar ecc. Il 6 gennaio di solito si mangia il roscón de Reyes (ciambella dei Re Magi).
In spagnolo, la vigilia di Natale si chiama Nochebuena, letteralmente tradotta come "Buona notte". In Spagna si festeggia con una grande festa di famiglia, che si consuma a tarda sera e può durare un paio d'ore; alcune famiglie assistono alla Misa de Gallo prima o dopo il pasto. In Spagna, la vigilia di Natale è un momento per festeggiare nei bar e caffè del quartiere e intorno alla tavola con la famiglia e gli amici. È il momento degli scambi di regali o di Babbo Natale. Tuttavia, viene eseguita principalmente durante l'Epifania, che si verifica il 6 gennaio.
Nella cucina catalana medievale il pollame veniva servito per la cena di Natale e altri piatti con salsa de pago erano seguiti da uno stufato di agnello e pancetta. L'ultima portata era formatge torrador (simile alla provoleta nella moderna cucina argentina), neula e clarea (detta anche "sangria bianca", simile alla tisana d'Ippocrate).

### Svezia

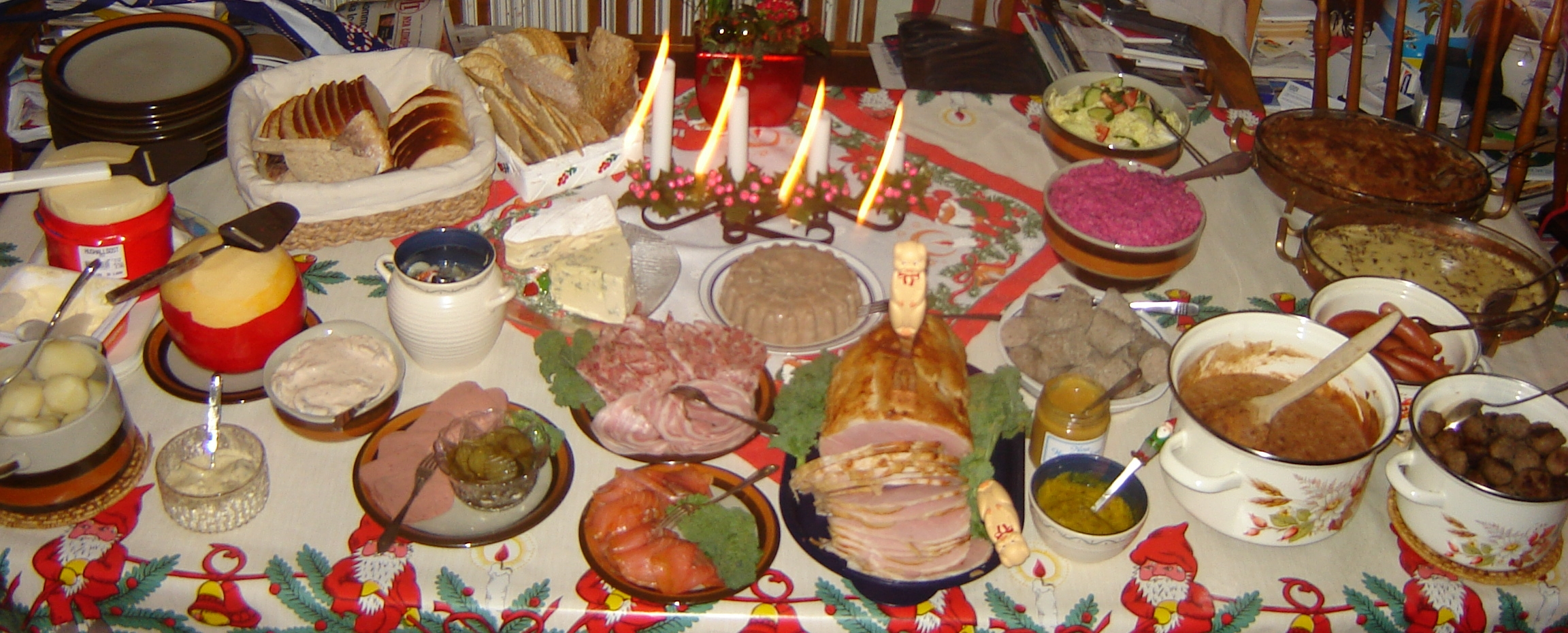
Julbord con diversi piatti tradizionali svedesi.

Il pranzo di Natale svedese o Julebord spesso consiste in cinque o più portate. I primi tre piatti sono una varietà di pesce, solitamente diversi tipi di aringhe e Hollandse nieuwe, salmone affumicato mangiato con patate lesse o pane croccante, e lutefisk. Il quarto sono i salumi di carne, con il prosciutto di Natale il più importante. Sono comuni anche salsicce affumicate, testa in cassetta, salsa di mele e paté di fegato. Il quinto piatto è composto da piatti caldi come polpette, salsicce fritte e lo Janssons frestelse. Infine, vengono serviti un piatto di formaggi e un piatto da dessert. Il dolce più popolare è il budino di riso (risgrynsgröt) con all'interno una mandorla intera nascosta. Il cercatore della mandorla dovrebbe sposarsi prima del prossimo Natale. In alcune case, le portate di cui sopra sono servite come un buffet in cui tutti i membri della famiglia possono scegliere e prendere il cibo in ordine sparso.
Le bevande comuni sono la birra di Natale, il Julmust e gli snap.

### Ungheria
In Ungheria, la cena di Natale viene preparata la vigilia di Natale. Il piatto principale è il brodo del pescatore o Halászlé, principalmente carpa o pesce gatto. Per dessert, il Bejgli o il rotolo di semi di papavero è un tradizionale dolce natalizio ungherese con pasta di semi di papavero e ripieni di pasta di noci.

## Oceania

### Australia

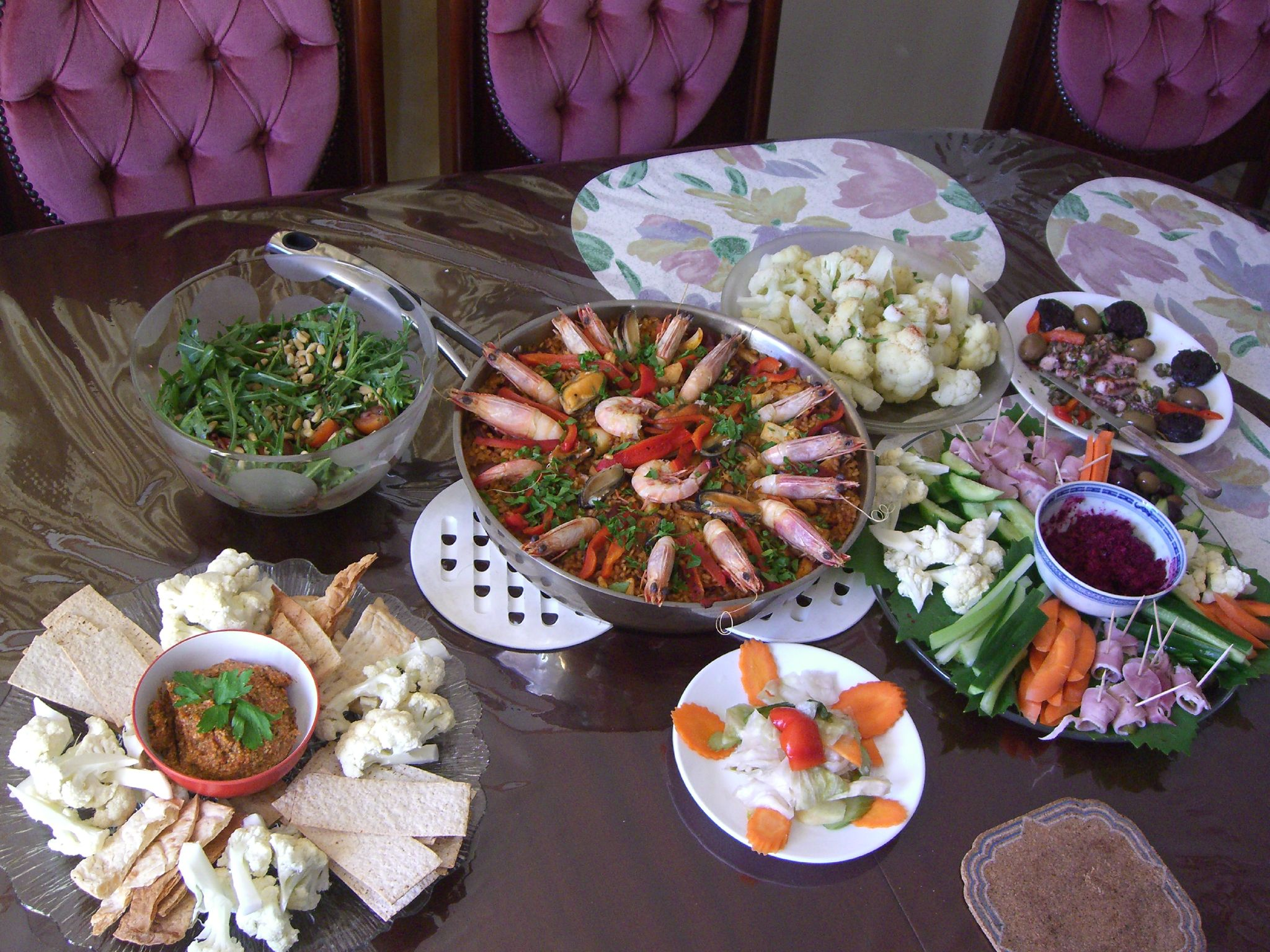
Cena di Natale in stile spagnolo a Melbourne, in Australia, nel 2008.

Il pasto di Natale, sebbene consumato all'ora di pranzo, in Australia si basa sulle tradizionali versioni inglesi. Tuttavia, a causa del Natale che cade nel caldo estivo dell'emisfero australe, carni come prosciutto, tacchino e pollo vengono talvolta servite fredde con salsa di mirtilli, accompagnate da insalate o verdure arrosto. I barbecue sono anche un modo popolare per evitare il calore del forno. Frutti di mare come gamberi, aragoste e ostriche sono comuni, così come tagli di bistecca alla brace o petti di pollo, cosce e ali. In estate, anche gli australiani amano la pavlova, un dolce composto da frutta come fragole, kiwi e frutto della passione su una meringa al forno, con panna montata. Il trifle è anche uno dei preferiti in Australia nel periodo natalizio. La frutta fresca di stagione comprende ciliegie, mango, prugne, nettarine e pesche. Introdotto dagli Italo-australiani, il panettone è ampiamente disponibile nei negozi, in particolare a Sydney e Melbourne.

### Nuova Zelanda
Le usanze natalizie della Nuova Zelanda sono molto simili a quelle del Regno Unito e dell'Australia. La cena di Natale consiste in tacchino o agnello arrosto, verdure arrosto, ripieno e sugo. In alternativa, il prosciutto arrosto servito caldo o freddo può essere offerto come piatto principale, con insalata verde e insalata di patate, diventando sempre più diffuso. Frutti di mare come ostriche, cozze e gamberi sono comuni. Degustazione di cibi natalizi non britannici, come stollen dalla Germania, Bûche de Noël dalla Francia e panettone dall'Italia, era praticamente sconosciuto in Nuova Zelanda fino alla fine degli anni '90 ed è ancora raro oggi. A causa dei neozelandesi che celebrano il Natale in estate, i pasti natalizi vengono spesso serviti freddi. È anche comune fare il barbecue e accompagnarlo con le insalate. Tutti sono seguiti da dessert che sono comunemente pavlova, zuppa inglese, mince pie o plum pudding.